# Gilded Age

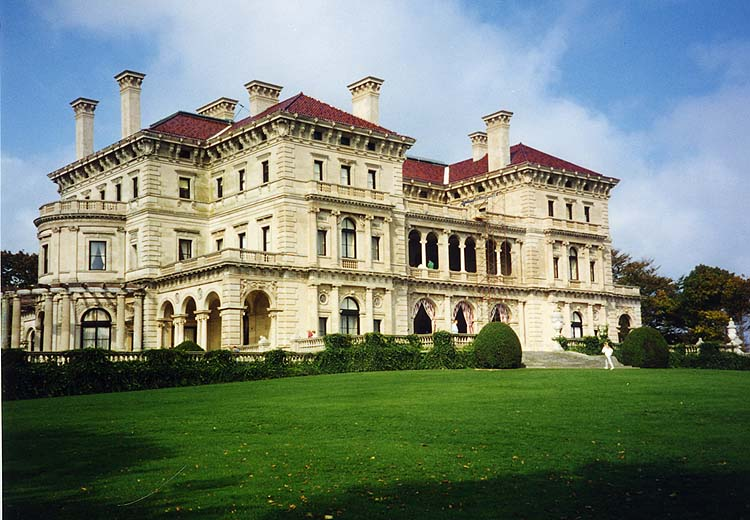
The Breakers, mansão da Gilded Age em Newport, Rhode Island, pertencente à rica família Vanderbilt dos magnatas da indústria ferroviária

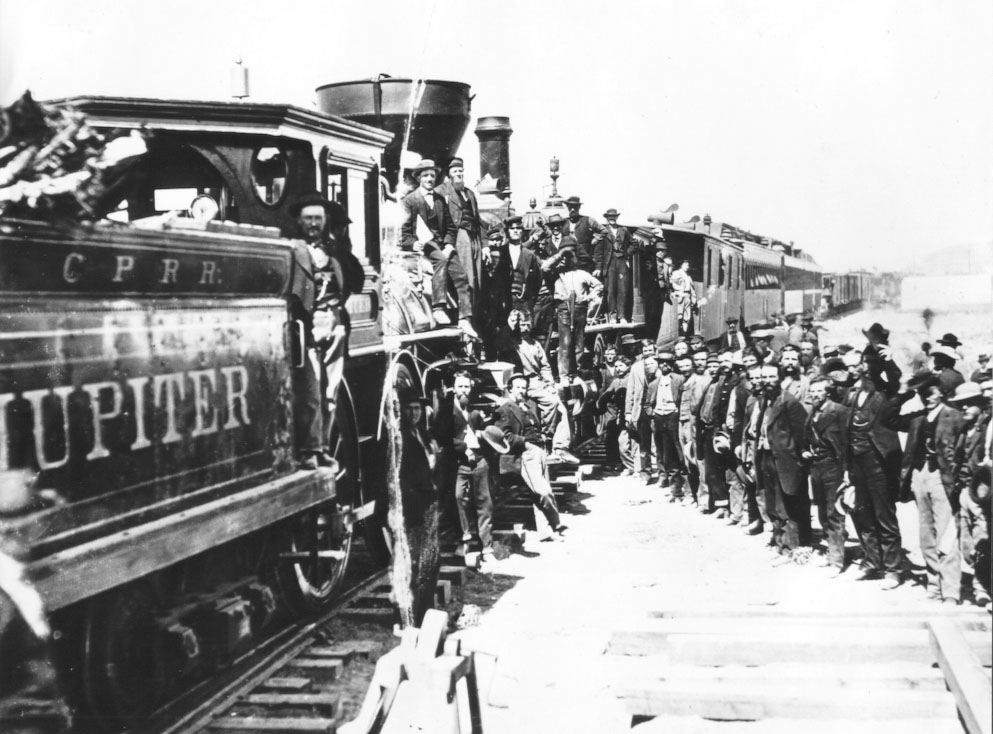
Celebração do 10 de maio de 1869 da conclusão da Primeira Ferrovia Transcontinental

Na história dos Estados Unidos da América, a "Gilded Age" ("Era Dourada") é o final do século XIX, da década de 1870 até cerca de 1900. O termo para este período entrou em uso nas décadas de 1920 e 1930 e foi derivado do romance de 1873 de Mark Twain e Charles Dudley Warner, The Gilded Age: A Tale of Today, que satirizou uma era de sérios problemas sociais mascarados por uma fina douração. A metade inicial da Era Dourada coincidiu aproximadamente com a porção média da era vitoriana na Grã-Bretanha e a Belle Époque na França. Seu começo nos anos após a Guerra Civil Americana se sobrepõe à Era da Reconstrução (que terminou em 1877). Foi seguido na década de 1890 pela Era Progressista.
A Era Dourada foi uma era de rápido crescimento econômico, especialmente no norte e no oeste. Como os salários americanos eram muito mais altos que os da Europa, especialmente para trabalhadores qualificados, o período viu um influxo de milhões de imigrantes europeus. A rápida expansão da industrialização levou a um crescimento real dos salários de 60% entre 1860 e 1890, espalhado pela força de trabalho cada vez maior. O salário médio anual por trabalhador industrial (incluindo homens, mulheres e crianças) subiu de 380 dólares em 1880 para 564 dólares em 1890, um ganho de 48%. No entanto, a Era Dourada foi também uma época de extrema pobreza e desigualdade, à medida que milhões de imigrantes — muitos de regiões empobrecidas — chegavam aos Estados Unidos, e a alta concentração de riqueza tornou-se mais visível e contenciosa.
As ferrovias eram a principal indústria em crescimento, com o sistema de fábricas, mineração e finanças aumentando em importância. A imigração da Europa e dos estados orientais levou ao rápido crescimento do Ocidente, baseado na agricultura, pecuária e mineração. Os sindicatos se tornaram importantes nas cidades industriais em rápido crescimento. Duas grandes depressões em todo o país — o Pânico de 1873 e o Pânico de 1893 — interromperam o crescimento e causaram transtornos sociais e políticos. O sul depois da guerra civil permaneceu economicamente devastado; sua economia tornou-se cada vez mais ligada à produção de commodities, algodão e tabaco, que sofria com preços baixos. Com o fim da era da Reconstrução em 1877, os afro-americanos e as pessoas no sul foram destituídas de poder político e direitos de voto e ficaram economicamente desfavorecidas.
O panorama político era notável, pois apesar da corrupção, a participação era muito alta e as eleições nacionais viam dois partidos equilibrados. As questões dominantes eram culturais (especialmente em relação à lei seca, educação e grupos étnicos ou raciais) e econômicas (tarifas e suprimento de dinheiro). Com o rápido crescimento das cidades, as máquinas políticas assumiram cada vez mais o controle da política urbana. Nos negócios, poderosos trustes nacionais se formaram em alguns setores. Sindicatos fizeram campanha pela jornada de trabalho de 8 horas e a abolição do trabalho infantil; reformadores da classe média exigiram reforma do funcionalismo público, proibição de bebidas alcoólicas e cerveja e sufrágio feminino. Os governos locais do norte e do oeste construíram escolas públicas principalmente no nível elementar; escolas secundárias públicas começaram a surgir. As numerosas denominações religiosas estavam crescendo em membresia e riqueza, com o catolicismo se tornando a maior denominação. Todos eles expandiram sua atividade missionária para a arena mundial. Católicos, luteranos e episcopais criaram escolas religiosas e as maiores denominações formaram numerosas faculdades, hospitais e instituições de caridade. Muitos dos problemas enfrentados pela sociedade, especialmente os pobres, durante a Era Dourada deram origem a tentativas de reformas na Era Progressiva subsequente.

## O nome e a era

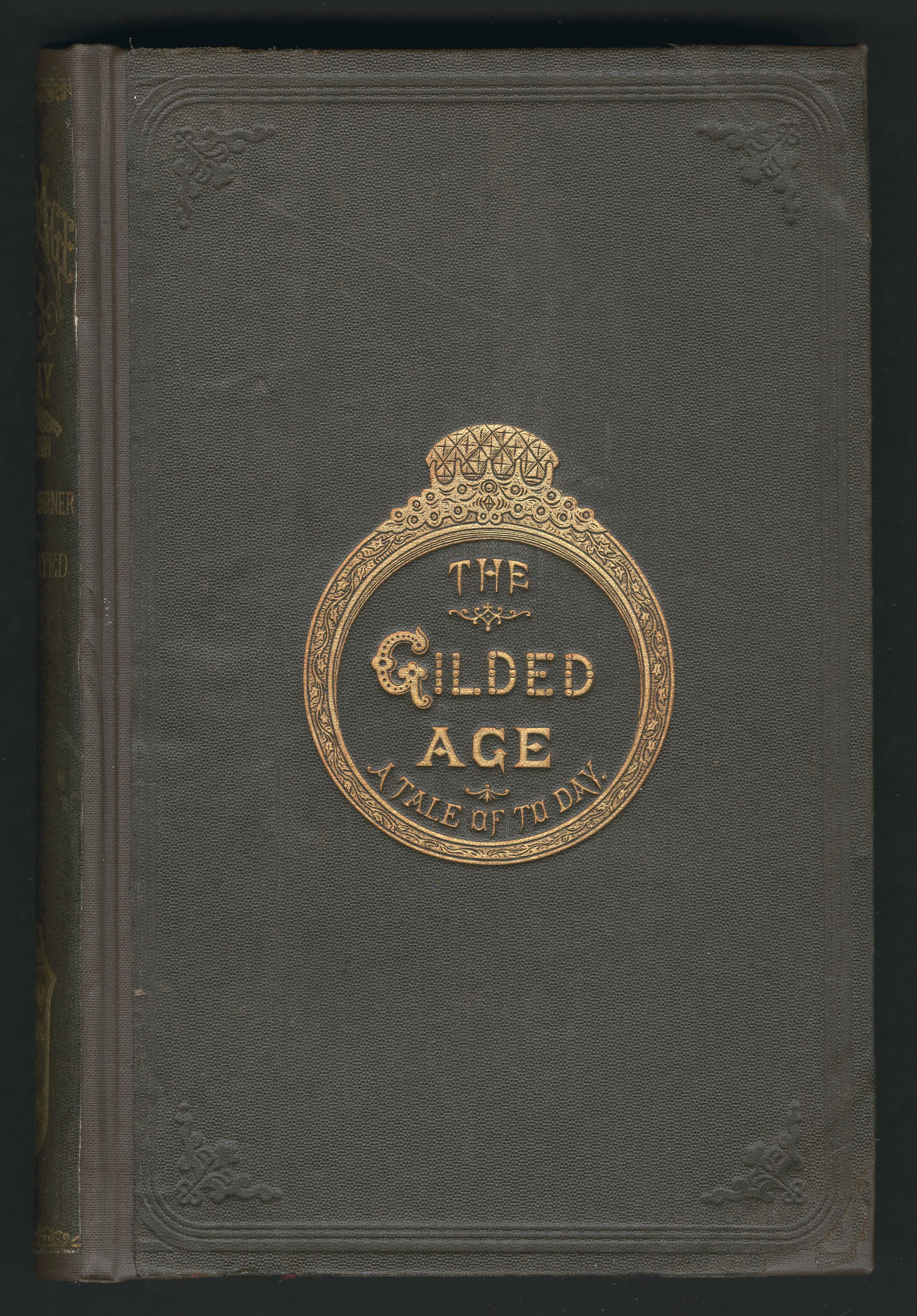
Capa da primeira edição do livro: "The Gilded Age", de Mark Twain.

O termo "Era Dourada" para o período de boom econômico após a Guerra Civil Americana até a virada do século foi aplicado à época pelos historiadores na década de 1920, que tiraram o termo de um dos romances menos conhecidos de Mark Twain, The Gilded Age: A Tale of Today (1873). O livro (co-escrito com Charles Dudley Warner) satirizava a prometida "idade de ouro" após a Guerra Civil, retratada como uma era de sérios problemas sociais mascarados por uma fina e dourada revitalização econômica. Nos anos 20 e 30, a "Era Dourada" tornou-se um período designadona história americana. O termo foi adotado por críticos literários e culturais, bem como por historiadores, incluindo Van Wyck Brooks, Lewis Mumford, Charles Austin Beard, Mary Ritter Beard, Vernon Louis Parrington e Matthew Josephson. Para eles, "Era Dourada" era um termo pejorativo usado para descrever um período de excessos materialistas combinados com pobreza extrema.
A metade inicial da Era Dourada coincidiu aproximadamente com a porção média da era vitoriana na Grã-Bretanha e a Belle Époque na França. Com relação à eras da história americana, vistas históricas variam de quando a Era Dourada começou, desde começando logo após a Guerra Civil Americana (encerrado em 1865), ou 1873, ou com a Reconstrução terminando em 1877. A ponto observado como o final da Idade Dourada também varia. É geralmente dado como o início da Era Progressista na década de 1890 (às vezes a eleição presidencial nos Estados Unidos em 1896)  mas também cai em uma faixa que inclui a Guerra Hispano-Americana em 1898, a chegada de Theodore Roosevelt à presidência em 1901, e até mesmo a entrada dos EUA na Primeira Guerra Mundial (1917).

## Avanços industriais e tecnológicos

### Avanços Técnicos
A Era Dourada foi um período de crescimento econômico quando os Estados Unidos saltaram para a liderança na industrialização à frente da Grã-Bretanha. A nação estava expandindo rapidamente sua economia em novas áreas, especialmente na indústria pesada, como fábricas, ferrovias e mineração de carvão. Em 1869, a Primeira Ferrovia Transcontinental abriu as regiões de mineração e pecuária no extremo oeste. Viajar de Nova York para São Francisco agora levava seis dias em vez de seis meses. A milhagem das ferrovias triplicou entre 1860 e 1880, e depois dobrou novamente em 1920. A nova linha ligava áreas anteriormente isoladas a mercados maiores e permitia o surgimento da agricultura comercial, pecuária e mineração, criando um mercado verdadeiramente nacional. A produção de aço americana subiu para superar os totais combinados da Grã-Bretanha, Alemanha e França.
Investidores em Londres e Paris despejaram dinheiro nas ferrovias através do mercado financeiro americano, centrado em Wall Street. Em 1900, o processo de concentração econômica havia se estendido à maioria dos ramos da indústria - algumas grandes corporações, chamadas "trustes", dominavam o aço, o petróleo, o açúcar, a carne e o maquinário agrícola. Através da integração vertical, esses fideicomissos puderam controlar cada aspecto da produção de um bem específico, garantindo que os lucros obtidos com o produto acabado fossem maximizados e os preços minimizados e, controlando o acesso às matérias-primas, impedissem que outras empresas pudessem competir no mercado. Vários monopólios - a maioria dos famosos Standard Oil - dominaram seus mercados mantendo os preços baixos quando os competidores apareceram; eles cresceram a uma taxa quatro vezes mais rápida do que a dos setores competitivos.

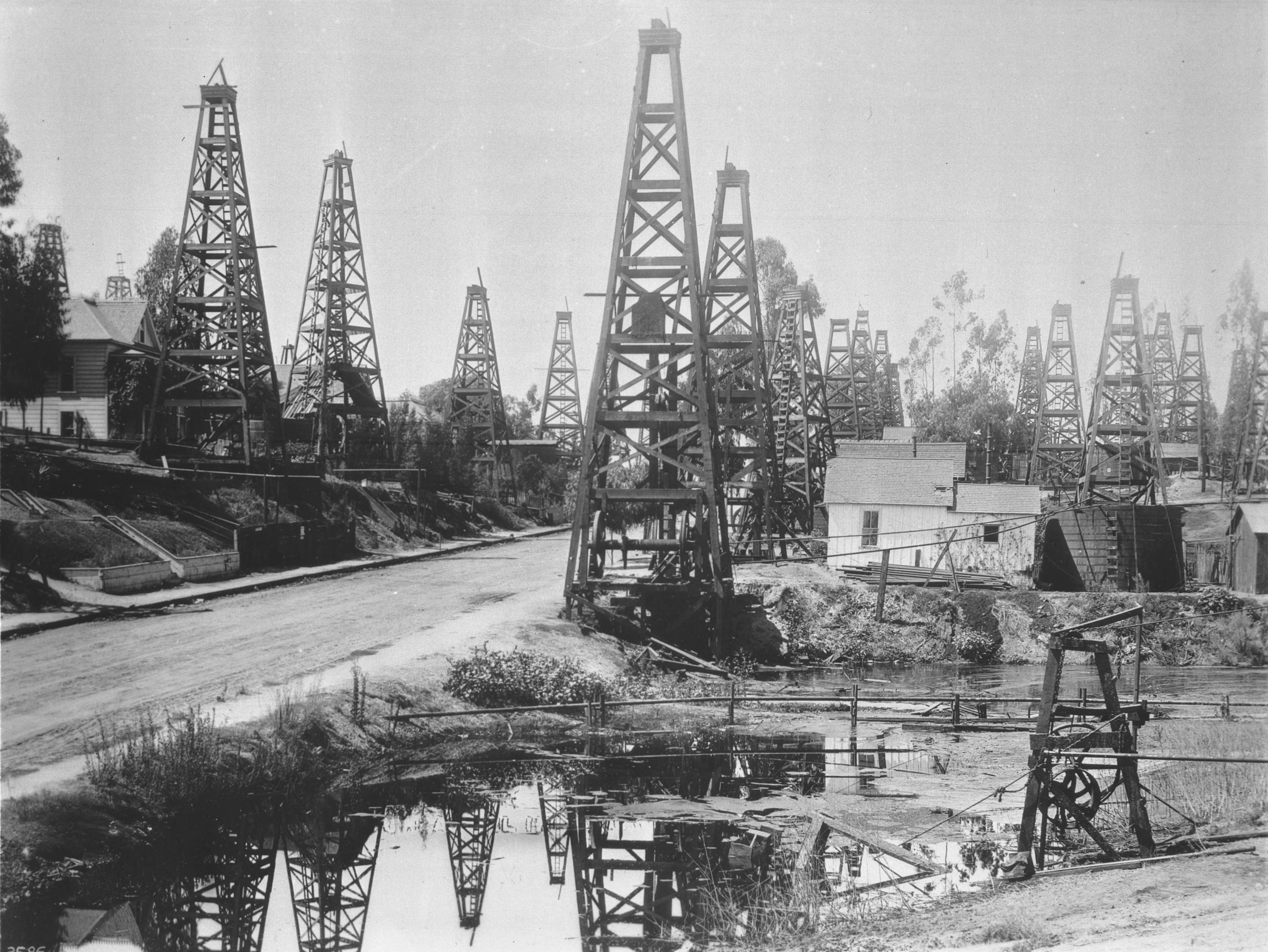
Um distrito de petróleo de Los Angeles, por volta de 1900

O aumento da mecanização da indústria é uma marca importante da busca da Era Dourada por formas mais baratas de criar mais produtos. Frederick Winslow Taylor observou que a eficiência do trabalhador no aço poderia ser melhorada através do uso de observações muito próximas com um cronômetro para eliminar o desperdício de esforço. A mecanização transformou algumas fábricas em uma montagem de trabalhadores não qualificados, executando tarefas simples e repetitivas sob a direção de engenheiros e chefes qualificados. As oficinas mecânicas cresceram rapidamente, e elas constituíam trabalhadores e engenheiros altamente qualificados. O número de trabalhadores qualificados e não qualificados aumentou, à medida que seus salários aumentaram.
As faculdades de engenharia foram estabelecidas para alimentar a enorme demanda por expertise. As ferrovias inventaram uma administração moderna, com cadeias claras de comando, relatórios estatísticos e complexos sistemas burocráticos. Eles sistematizaram os papéis dos gerentes de nível médio e estabeleceram faixas de carreira explícitas. Eles contrataram homens jovens com idades entre 18 e 21 anos e os promoveram internamente até que um homem alcançasse o status de engenheiro de locomotiva, maestro ou agente de estação aos 40 anos ou mais. Faixas de carreira foram inventadas para empregos qualificados de colarinho-azul e para gerentes de colarinho branco, começando em ferrovias e expandindo para finanças, manufatura e comércio. Juntamente com o rápido crescimento das pequenas empresas, uma nova classe média estava crescendo rapidamente, especialmente nas cidades do norte.
Os Estados Unidos se tornaram líderes mundiais em tecnologia aplicada. De 1860 a 1890, 500 000 patentes foram emitidas para novas invenções - mais de dez vezes o número emitido nos setenta anos anteriores. George Westinghouse inventou freios a ar para os trens (tornando-os mais seguros e mais rápidos). Theodore Vail estabeleceu a American Telephone & Telegraph Company e construiu uma grande rede de comunicações. Thomas Edison, além de inventar centenas de dispositivos, estabeleceu o primeiro utilitário de iluminação elétrica, baseando-se em corrente contínua e uma eficiente lâmpada incandescente. O fornecimento de energia elétrica se espalhou rapidamente pelas cidades da Era Dourada. As ruas eram iluminadas à noite, e os bondes elétricos permitiam um deslocamento mais rápido para o trabalho e uma compra mais fácil.
A Petroleum lançou uma nova indústria começando nos campos de petróleo da Pensilvânia na década de 1860. Os Estados Unidos dominaram a indústria global na década de 1950. O querosene substituiu o óleo de baleia e velas por casas de iluminação. John D. Rockefeller fundou a Standard Oil Company e monopolizou a indústria do petróleo, que produzia principalmente querosene antes de o automóvel criar uma demanda por gasolina no século XX.

### Ferrovias

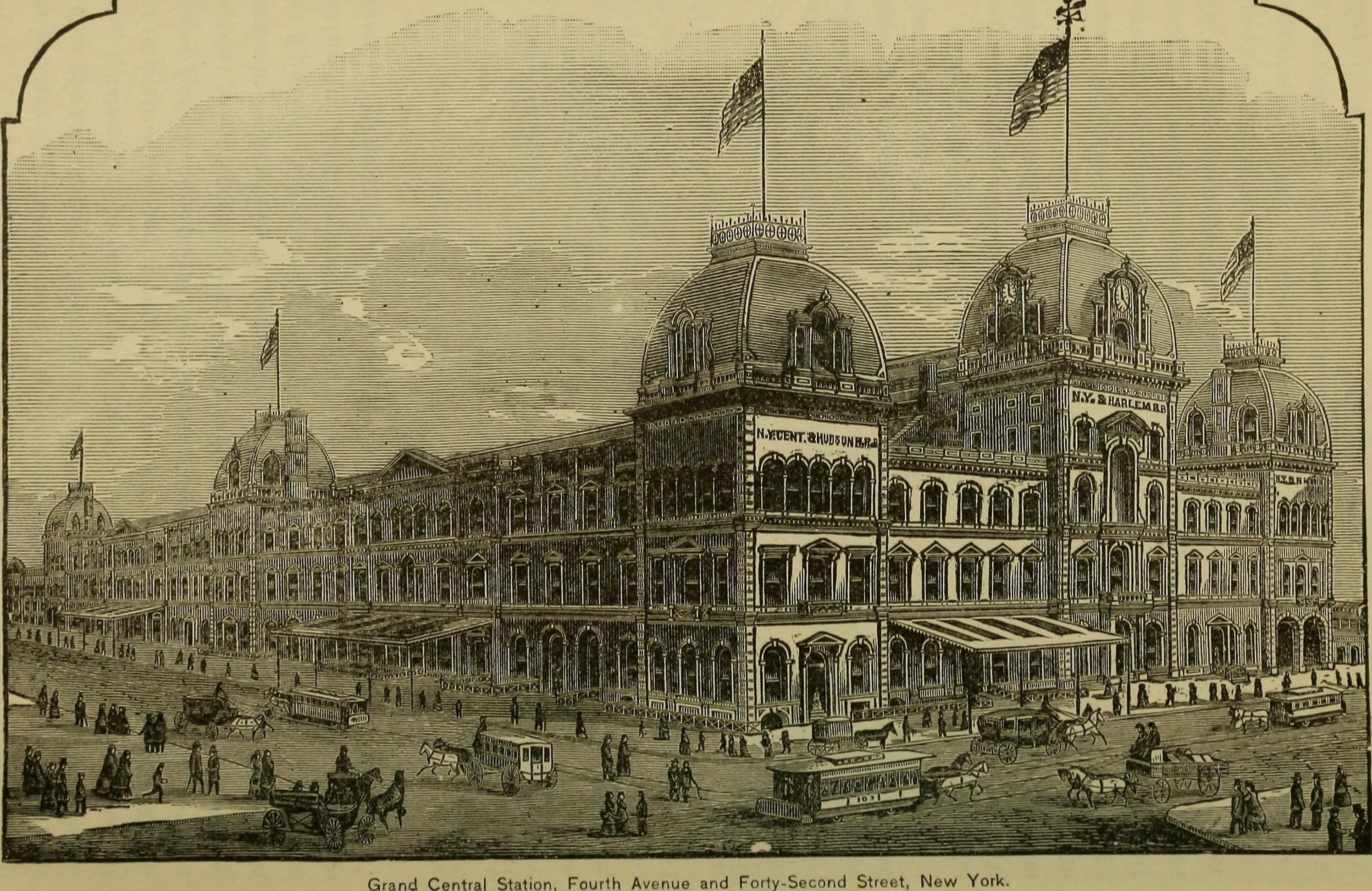
Grand Central Depot em Nova York, inaugurado em 1871

Segundo o historiador Henry Adams, o sistema de ferrovias precisava:
as energias de uma geração, pois exigia que todas as novas máquinas fossem criadas - capital, bancos, minas, fornos, lojas, casas de força, conhecimento técnico, população mecânica, junto com uma remodelação constante de hábitos sociais e políticos, ideias e instituições para encaixar a nova escala e adequar as novas condições. A geração entre 1865 e 1895 já estava hipotecada para as ferrovias, e ninguém sabia disso melhor do que a própria geração. O impacto pode ser examinado em cinco aspectos: remessa, finanças, gestão, carreiras e reação popular.

#### Transporte de frete e passageiros

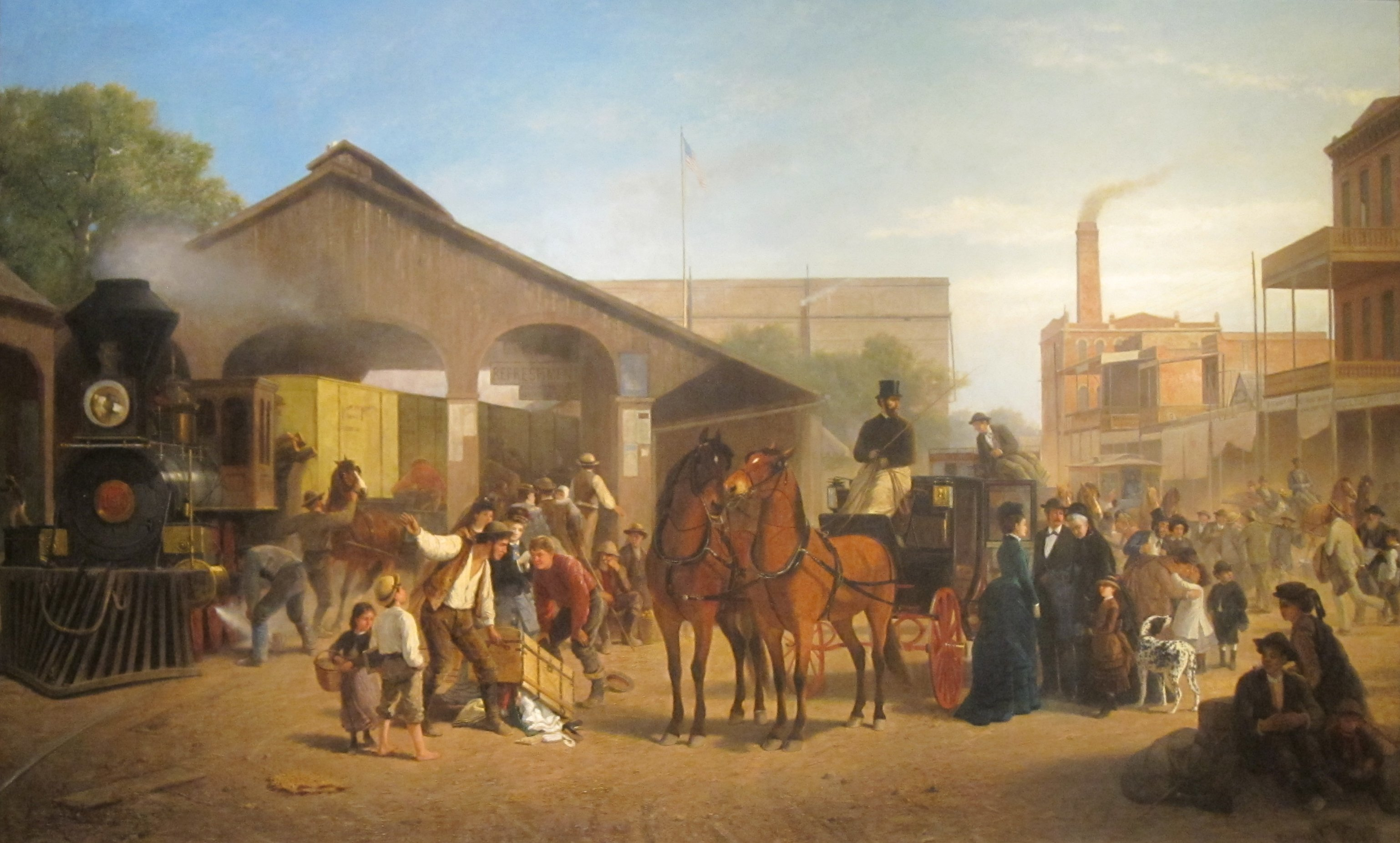
Estação Ferroviária de Sacramento em 1874

Primeiro, eles forneceram uma rede altamente eficiente para transportar frete e passageiros em um grande mercado nacional. O resultado foi um impacto transformador na maioria dos setores da economia, incluindo manufatura, varejo e atacado, agricultura e finanças. Os Estados Unidos tinham agora um mercado nacional integrado praticamente do tamanho da Europa, sem barreiras ou tarifas internas, todos apoiados por uma linguagem comum, e sistema financeiro e um sistema legal comum.

#### Bases do sistema financeiro privado
O financiamento das ferrovias forneceu a base para uma expansão dramática do sistema financeiro privado (não governamental). A construção de ferrovias era muito mais cara que as fábricas. Em 1860, o total combinado de ações e títulos ferroviários era de US$ 1,8 bilhão; Em 1897, alcançou US$ 10,6 bilhões (comparado a uma dívida nacional total de US$ 1,2 bilhão). O financiamento veio de financistas em todo o nordeste e da Europa, especialmente da Grã-Bretanha. Cerca de 10% do financiamento veio do governo, especialmente na forma de concessões de terras que poderiam ser realizadas quando uma certa quantidade de trilhas fosse aberta. O emergente sistema financeiro americano foi baseado em títulos ferroviários. Nova York em 1860 era o mercado financeiro dominante. Os britânicos investiram pesadamente em ferrovias em todo o mundo, mas em nenhum lugar mais do que os Estados Unidos; O total chegou a cerca de US$ 3 bilhões em 1914. Em 1914-1917, eles liquidaram seus ativos americanos para pagar suprimentos de guerra.

#### Inventando a gestão moderna
A administração de estradas de ferro projetou sistemas complexos que poderiam lidar com relacionamentos simultâneos muito mais complicados do que poderiam ser sonhados pelo proprietário da fábrica local, que poderia patrulhar cada parte de sua própria fábrica em questão de horas. Engenheiros civis se tornaram a gerência sênior de ferrovias. Os principais inovadores foram a Western Railroad de Massachusetts e a Baltimore and Ohio Railroad na década de 1840, a Erie na década de 1850 e a Pennsylvania na década de 1860.

#### Caminhos de carreira
As ferrovias inventaram a carreira no setor privado para operários de colarinho azul e operários de colarinho branco e tornou-se uma carreira vitalícia para homens jovens; as mulheres quase nunca eram contratadas. Uma trajetória típica mostraria um jovem contratado aos 18 anos como operário de loja, promovido a mecânico habilitado aos 24 anos, brigadista aos 25 anos, condutor de carga aos 27 anos e maestro de passageiros aos 57 anos de idade. Caminhos de carreira de colarinho branco também foram delineados. Jovens educados começaram em trabalhos administrativos ou estatísticos e mudaram-se para postos de agentes ou burocratas na sede central ou divisional. Em cada nível, eles tinham mais e mais conhecimento, experiência e capital humano. Eles eram muito difíceis de substituir e tinham virtualmente garantidos empregos permanentes e eram providos de seguro e assistência médica. As taxas de contratação, demissão e salários foram estabelecidas não pelos capatazes, mas pelos administradores centrais, a fim de minimizar o favoritismo e os conflitos de personalidade. Tudo foi feito pelo livro, segundo o qual um conjunto cada vez mais complexo de regras ditava a todos exatamente o que deveria ser feito em todas as circunstâncias, e exatamente qual seria sua classificação e remuneração. Na década de 1880, os ferroviários de carreira estavam se aposentando, e os sistemas de pensão foram inventados para eles.

#### Relação de amor e ódio com as ferrovias

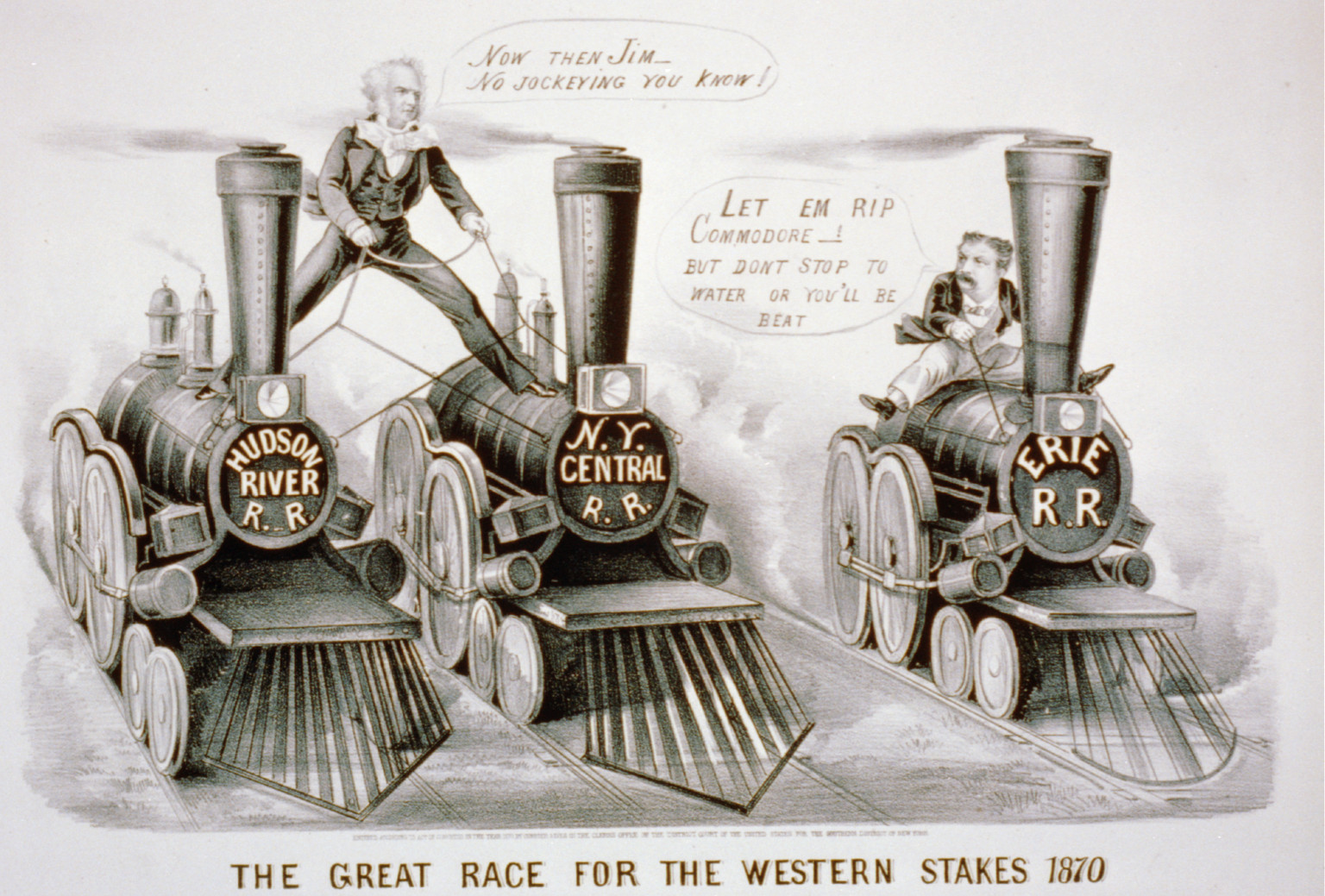
Cornelius Vanderbilt versus James Fisk Jr. em uma famosa rivalidade com a Erie Railroad

Os Estados Unidos desenvolveram uma relação de amor e ódio com as ferrovias. Impulsionadores de todas as cidades trabalhavam febrilmente para garantir que a ferrovia chegasse, sabendo que seus sonhos urbanos dependiam dela. O tamanho mecânico, o alcance e a eficiência das ferrovias causaram profunda impressão; As pessoas se vestiam melhor no domingo para ir até o terminal para ver o trem entrar. A viagem ficou muito mais fácil, barata e mais comum. Os compradores de cidades pequenas poderiam fazer passeios de um dia para as grandes lojas da cidade. Hotéis, resorts e atrações turísticas foram construídos para acomodar a demanda. A percepção de que qualquer pessoa poderia comprar um bilhete para uma viagem de mil milhas era empoderadora. Os historiadores Gary Cross e Rick Szostak argumentam:
com a liberdade de viajar, surgiu um maior senso de identidade nacional e uma redução na diversidade cultural regional. As crianças das fazendas poderiam mais facilmente se familiarizar com a cidade grande, e os orientais poderiam prontamente visitar o oeste. É difícil imaginar Estados Unidos de proporções continentais sem a ferrovia.
Os engenheiros tornaram-se cidadãos-modelo, trazendo seu espírito capaz e seu esforço sistemático de trabalho para todas as fases da economia, bem como para o governo local e nacional. Em 1910, grandes cidades estavam construindo magníficas estações ferroviárias palacianas, como a Estação Pensilvânia em Nova York, e a Union Station em Washington D.C.
Mas havia também um lado negro. Na década de 1870, as ferrovias foram difamadas por fazendeiros do oeste que absorveram o tema do movimento Granger de que as transportadoras monopolistas controlavam muito o poder de precificação e que as legislaturas estaduais tinham que impor preços máximos. Comerciantes e carregadores locais apoiaram a demanda e conseguiram algumas "Leis Granger" aprovadas. Queixas anti-ferroviárias foram repetidas em alta na retórica política do final do século XIX.

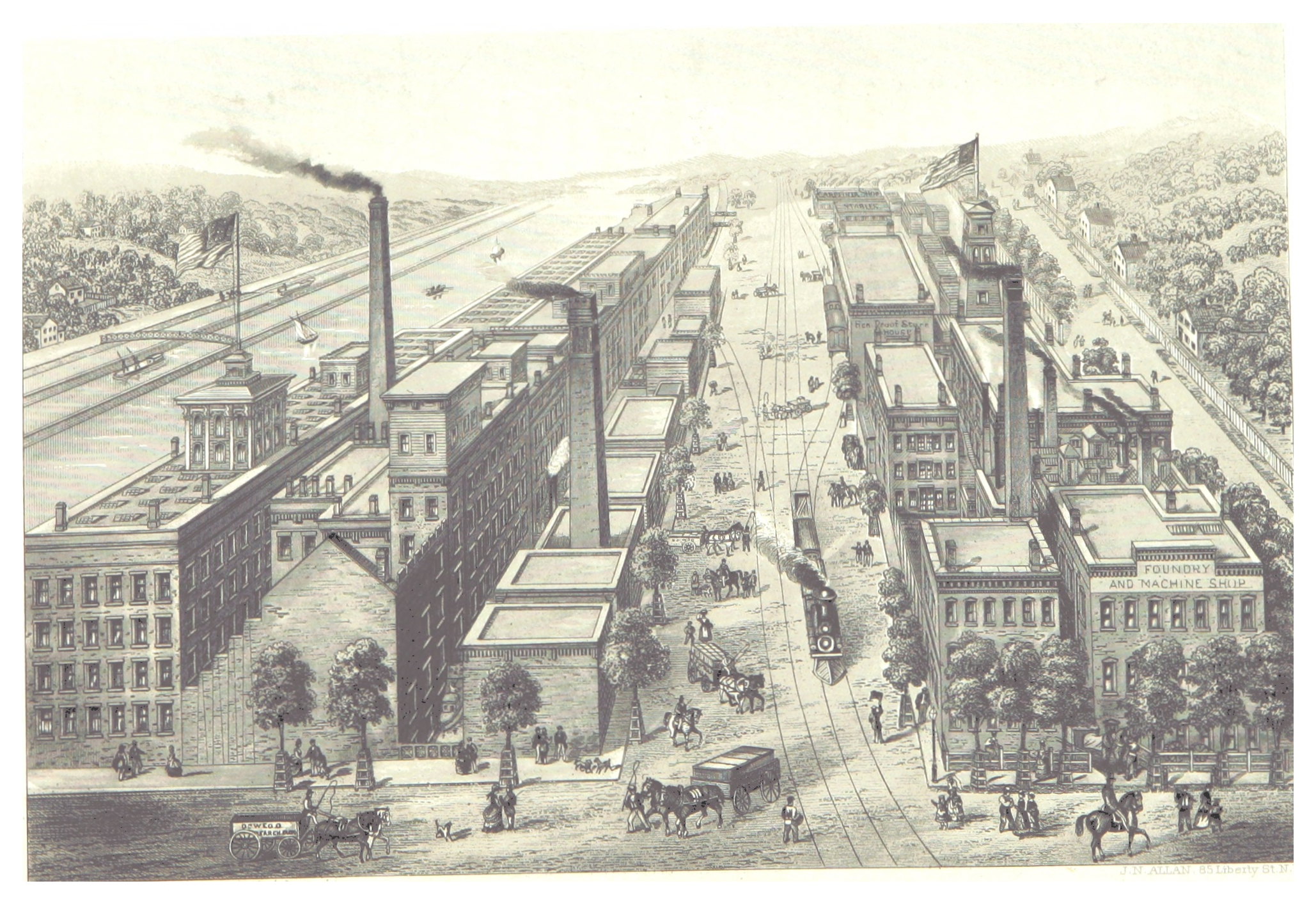
Fábrica de amido de Oswego em Nova York, 1876

O homem ferroviário mais odiado do país era Collis P. Huntington (1821–1900), o presidente da Southern Pacific Railroad que dominava a economia e a política da Califórnia. Um livro-texto argumenta: "Huntington passou a simbolizar a ganância e a corrupção dos negócios do final do século XIX. Os rivais de negócios e os reformadores políticos acusaram-no de todos os males imagináveis. Jornalistas e cartunistas fizeram suas reputações.... Historiadores lançaram Huntington como o vilão mais desprezível do estado". No entanto Huntington defendeu-se: "Os motivos de minhas ações foram honestos e os resultados redundaram muito mais para o benefício da Califórnia do que para os meus."

#### Impacto na agricultura
O crescimento das ferrovias de 1850 a 1880 tornou a agricultura comercial muito mais viável e lucrativa. Milhões de hectares foram abertos para assentamento, uma vez que a estrada de ferro estava nas proximidades, e forneceu uma saída de longa distância para o trigo, gado e porcos que atingiram todo o caminho para a Europa. A América rural tornou-se um mercado gigantesco, pois os atacadistas compravam os produtos de consumo produzidos pelas fábricas no leste e os enviavam para comerciantes locais em pequenas lojas em todo o país. O envio de animais vivos foi lento e caro. Era mais eficiente abatê-los em grandes centros de embalagem, como Chicago, Kansas City, St. Louis, Milwaukee e Cincinnati, e depois despachar carne em vagões de carga refrigerados. Os carros foram resfriados por placas de gelo que haviam sido colhidas nos lagos do norte no inverno e armazenadas para uso no verão e no outono. Chicago, o principal centro ferroviário, beneficiou-se enormemente, com Kansas City em segundo distante. O historiador William Cronon conclui:
Por causa dos empacotadores de Chicago, fazendeiros em Wyoming e fazendeiros confinados em Iowa regularmente encontravam um mercado confiável para seus animais, e em média recebiam melhores preços pelos animais que vendiam lá. Ao mesmo tempo e pela mesma razão, os americanos de todas as classes encontraram uma variedade maior de mais e melhores carnes em suas mesas, compradas em média a preços mais baixos do que nunca. Visto sob essa ótica, o "sistema rígido de economia" dos empacotadores parecia de fato muito bom.

### Crescimento econômico

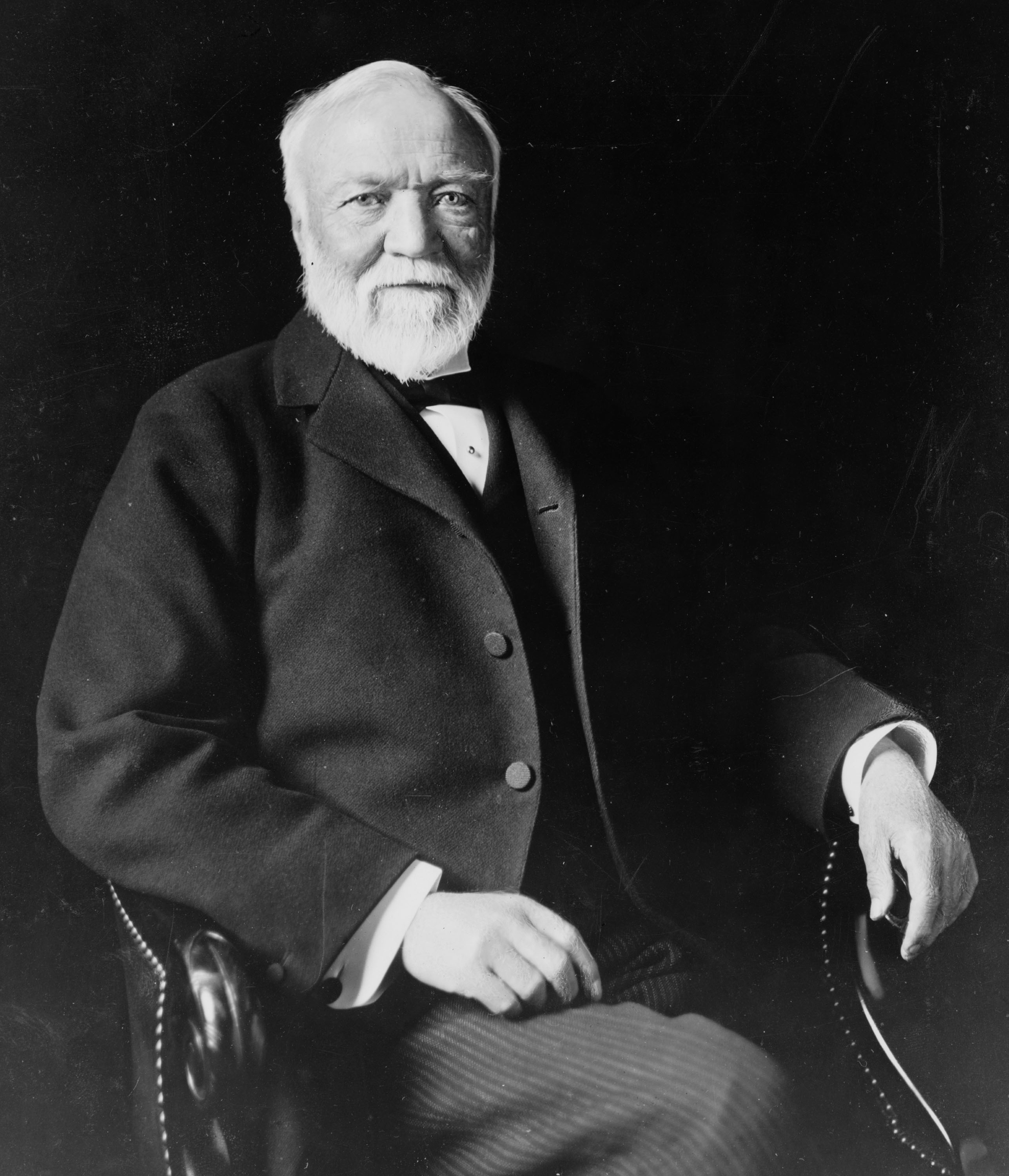
O imigrante escocês Andrew Carnegie liderou a enorme expansão da indústria siderúrgica estadunidense.

Durante as décadas de 1870 e 1880, a economia dos EUA cresceu ao ritmo mais rápido de sua história, com salários reais, riqueza, PIB e formação de capital crescendo rapidamente. Por exemplo, entre 1865 e 1898, a produção de trigo aumentou em 256%, o milho em 222%, o carvão em 800% e as milhas da via ferroviária em 567%. Redes nacionais grossas para transporte e comunicação foram criadas. A corporação se tornou a forma dominante de organização de negócios, e uma revolução na administração científica transformou as operações de negócios.
No início do século XX, o produto interno bruto e a produção industrial nos Estados Unidos lideraram o mundo. Kennedy relata que "a renda nacional dos EUA, em números absolutos per capita, estava muito acima da de todos os outros até 1914". A renda per capita nos Estados Unidos foi de US$ 377 em 1914, comparada à Grã-Bretanha em US$ 244, na Alemanha a US$ 184, à França a US$ 153 e à Itália a US$ 108, enquanto a Rússia e o Japão ficaram muito atrás em US$ 41 e US$ 36.
A Europa, especialmente a Grã-Bretanha, permaneceu como o centro financeiro do mundo até 1914, mas o crescimento dos Estados Unidos fez com que estrangeiros perguntassem, como escreveu o escritor britânico W.T. Stead em 1901, "Qual é o segredo do sucesso americano?" Os empresários da Segunda Revolução Industrial criaram vilas e cidades industriais no Nordeste com novas fábricas e contrataram uma classe trabalhadora industrial etnicamente diversificada, muitos deles novos imigrantes da Europa.

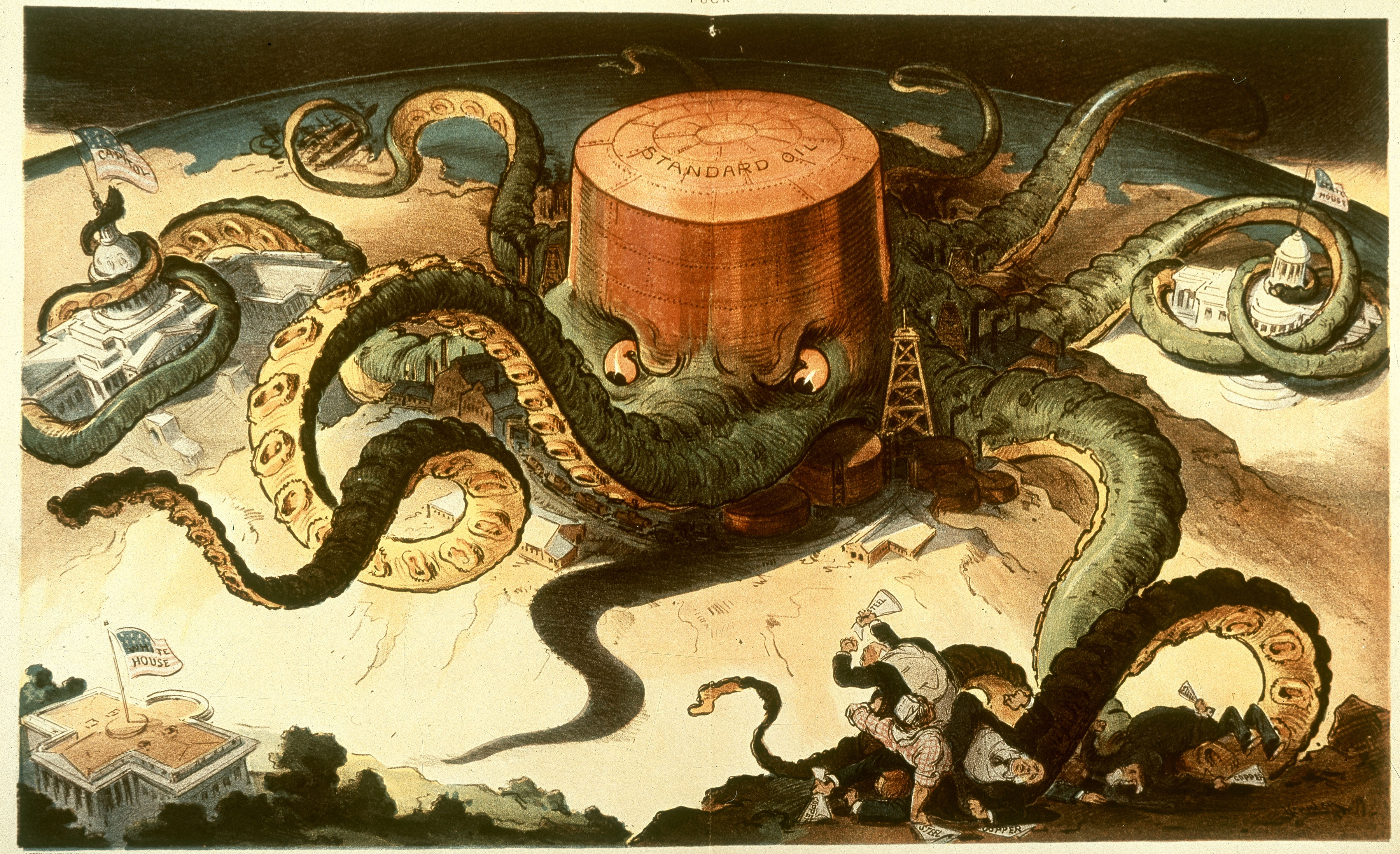
Polvo representando a Standard Oil com tentáculos em torno do Congresso dos EUA e indústrias de aço, cobre e navegação, e chegando à Casa Branca.

Industriais ricos e financiadores como John D. Rockefeller, Jay Gould, Henry Clay Frick, Andrew W. Mellon, Andrew Carnegie, Henry Flagler, Henry H. Rogers, J. P. Morgan, Leland Stanford, Meyer Guggenheim, Jacob Schiff, Charles Crocker, Cornelius Vanderbilt às vezes seriam rotulados de "barões ladrões" por seus críticos, que argumentam que suas fortunas foram feitas às custas da classe trabalhadora, pela fraude e pela traição à democracia. Seus admiradores argumentaram que eles eram "capitães da indústria" que construíram a economia industrial da América Central e também o setor sem fins lucrativos por meio de atos de filantropia. Por exemplo, Andrew Carnegie doou mais de 90% de sua riqueza e disse que a filantropia era seu dever - o "Evangelho da Riqueza". Dinheiro privado dotou milhares de faculdades, hospitais, museus, academias, escolas, casas de ópera, bibliotecas públicas e instituições de caridade. John D. Rockefeller doou mais de US$ 500 milhões para várias instituições de caridade, pouco mais da metade de seu patrimônio líquido. No entanto, muitos líderes empresariais foram influenciados pela teoria do Darwinismo Social de Herbert Spencer, que justificava capitalismo laissez-faire, competição implacável e estratificação social.
Essa economia industrial emergente expandiu-se rapidamente para atender às novas demandas do mercado. De 1869 a 1879, a economia dos EUA cresceu a uma taxa de 6,8% para o NNP (PIB menos a depreciação de capital) e 4,5% para o NNP per capita. A economia repetiu esse período de crescimento na década de 1880, em que a riqueza da nação cresceu a uma taxa anual de 3,8%, enquanto o PIB também foi duplicado. O economista Milton Friedman afirma que, na década de 1880, "A maior taxa decadal [de crescimento real da riqueza tangível reproduzível per capita de 1805 a 1950] por períodos de cerca de dez anos foi aparentemente alcançada na década de 80 com aproximadamente 3,8%".

### Salários
A rápida expansão da industrialização levou a um crescimento real dos salários de 60% entre 1860 e 1890, espalhado pela força de trabalho cada vez maior. Os salários reais (ajustando a inflação) aumentaram continuamente, com o aumento percentual exato dependendo das datas e da força de trabalho específica. O Census Bueau informou em 1892 que o salário médio anual por trabalhador industrial (incluindo homens, mulheres e crianças) subiu de US$ 380 em 1880 para US$ 564 em 1890, um ganho de 48%. O historiador econômico Clarence D. Long estima que (em termos de dólares constantes de 1914), a renda anual média de todos os funcionários não agrícolas americanos subiu de US$ 375 em 1870 para US$ 395 em 1880, US$ 519 em 1890 e US$ 573 em 1900, ganho de 53% em 30 anos.
O historiador australiano Peter Shergold descobriu que o padrão de vida dos trabalhadores industriais era maior do que na Europa. Ele comparou os salários e o padrão de vida em Pittsburgh com Birmingham, na Inglaterra, uma das cidades industriais mais ricas da Europa. Depois de levar em conta o custo de vida (que era 65% mais alto nos EUA), ele descobriu que o padrão de vida de trabalhadores não qualificados era o mesmo nas duas cidades, enquanto trabalhadores qualificados em Pittsburgh tinham cerca de 50% a 100% mais altos padrões de vida como aqueles em Birmingham, Inglaterra. De acordo com Shergold, a vantagem americana cresceu ao longo do tempo entre 1890 e 1914, e a percepção do aumento do salário americano levou a um fluxo constante de trabalhadores qualificados da Grã-Bretanha para a América industrial. De acordo com o historiador Steve Fraser, os trabalhadores geralmente ganham menos de US$ 800 por ano, o que os mantém na pobreza. Os trabalhadores tiveram que trabalhar cerca de 60 horas por semana para ganhar tanto.

Desenhos animados mostrando Cyrus Field, Jay Gould, Cornelius Vanderbilt, e Russell Sage, sentados em sacos de "milhões", em grandes jangadas pesadas transportadas por trabalhadores.

O trabalho assalariado foi amplamente condenado como "escravidão assalariada" na imprensa da classe trabalhadora, e os líderes trabalhistas quase sempre usaram a frase em seus discursos. À medida que a mudança para o trabalho assalariado ganhava força, as organizações da classe trabalhadora se tornaram mais militantes em seus esforços para "derrubar todo o sistema de salários para o trabalho". Em 1886, o economista e candidato a prefeito de Nova York, Henry George, autor de Progress and Poverty, declarou: "A escravidão em massa está morta, mas a escravidão industrial continua".

### Desigualdade de renda
A distribuição desigual da riqueza permaneceu alta durante este período. De 1860 a 1900, os 2% mais ricos das famílias americanas possuíam mais de um terço da riqueza do país, enquanto os 10% mais ricos possuíam cerca de três quartos dela. Os 40% inferiores não tinham nenhuma riqueza. Em termos de propriedade, os 1% mais ricos possuíam 51%, enquanto os 44% inferiores reivindicavam 1,1%. O historiador Howard Zinn argumenta que essa disparidade, juntamente com condições precárias de trabalho e de vida para as classes trabalhadoras, levou ao surgimento de movimentos populistas, anarquistas e socialistas. Economista francês Thomas Piketty observa que os economistas durante esse período, como Willford I. King, estavam preocupados com o fato de que os Estados Unidos estavam se tornando cada vez mais igualitários a ponto de se tornarem como a velha Europa e "cada vez mais longe de seu ideal pioneiro original".
Houve um custo humano significativo associado a este período de crescimento econômico, como a indústria americana teve a maior taxa de acidentes no mundo. Em 1889, as ferrovias empregavam 704 000 homens, dos quais 20 000 ficaram feridos e 1 972 foram mortos no trabalho. Os EUA também eram a única potência industrial que não tinha um programa de compensação de trabalhadores para apoiar os trabalhadores feridos.

### Ascensão dos sindicatos

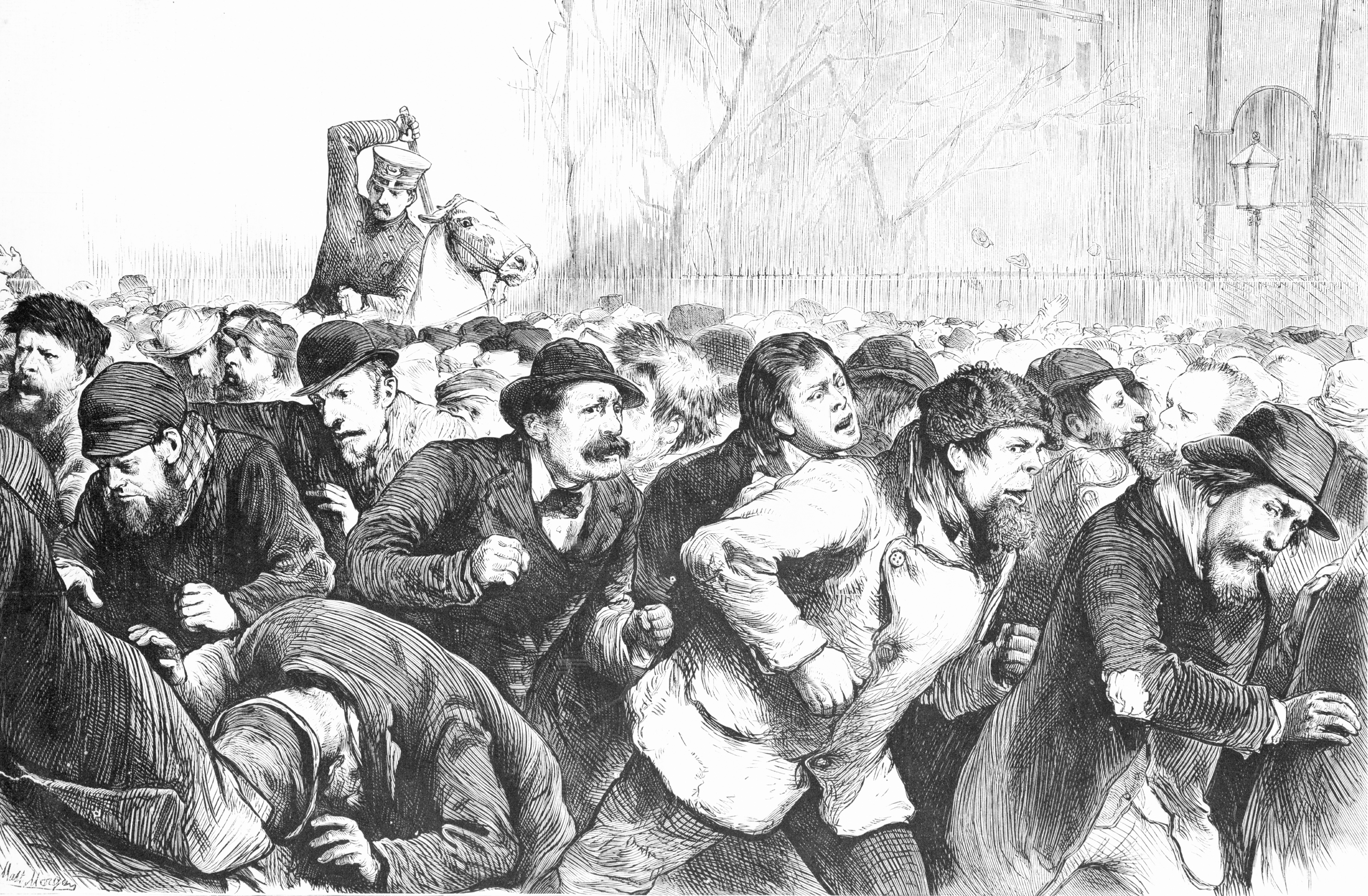
Polícia de Nova York agride violentamente trabalhadores desempregados no Tompkins Square Park, 1874

Os sindicatos trabalhistas, como carpinteiros, impressores, sapateiros e fabricantes de charutos, cresciam continuamente nas cidades industriais depois de 1870. Esses sindicatos usavam freqüentes greves curtas como um método para obter controle sobre o mercado de trabalho e combater os sindicatos concorrentes. Eles geralmente bloquearam mulheres, negros e chineses da filiação a sindicatos, mas deram boas-vindas à maioria dos imigrantes europeus.
As ferrovias tinham seus próprios sindicatos separados. Um episódio especialmente grande de inquietação (estimado em oitenta mil trabalhadores da estrada de ferro e várias centenas de milhares de americanos, tanto empregados como desempregados) eclodiu durante a depressão econômica de 1870 e ficou conhecido como a Grande Greve Ferroviária de 1877, que foi segundo o historiador Jack Beatty, "a maior greve em todo o mundo no século XIX". Esta greve não envolveu sindicatos, mas sim explosões descoordenadas em numerosas cidades. A greve e as rebeliões associadas duraram 45 dias e resultaram na morte de centenas de participantes (nenhum policial ou soldado foi morto), várias centenas de feridos e milhões em danos à propriedade ferroviária. A agitação foi considerada suficientemente grave pelo governo que o presidente Rutherford B. Hayes interveio com as tropas federais.
A partir de meados de 1880, um novo grupo, os Cavaleiros do Trabalho (Knights of Labor), cresceu rapidamente. Demasiado rápido, porque ficou fora de controle e não conseguiu lidar com a grande greve de ferrovia do sudoeste de 1886 1886. Os Cavaleiros evitaram a violência, mas sua reputação entrou em colapso após o motim de Haymarket Square, em Chicago, em 1886, quando os anarquistas supostamente bombardearam os policiais dispersando uma reunião. A polícia então disparou aleatoriamente contra a multidão, matando e ferindo várias pessoas, incluindo outros policiais, e arbitrariamente reunindo anarquistas, incluindo líderes do movimento. Sete anarquistas foram a julgamento; quatro foram enforcados, embora nenhuma evidência os ligasse diretamente ao bombardeio. Um deles tinha em seu poder um cartão de membro do Knights of Labour. No seu auge, os Cavaleiros reivindicaram 700 000 membros. Em 1890, a adesão despencou para menos de 100 000, depois desapareceu.
As greves organizadas pelos sindicatos tornaram-se eventos de rotina na década de 1880, quando o fosso entre ricos e pobres aumentou. Houve 37 000 greves entre 1881 e 1905. De longe, o maior número estava no comércio de construção, seguido muito atrás por mineiros de carvão. O objetivo principal era o controle das condições de trabalho e a instalação de um sindicato rival que estivesse no controle. A maioria era de curta duração. Em tempos de depressão, as greves eram mais violentas, mas menos bem-sucedidas, porque a empresa estava perdendo dinheiro de qualquer maneira. Eles foram bem sucedidos em tempos de prosperidade quando a empresa estava perdendo lucros e queria se estabelecer rapidamente.
A maior e mais dramática greve foi a 1862 intitulada Pullman Strike, um esforço coordenado para fechar o sistema ferroviário nacional. A greve foi liderada pelo recém chegado American Railway Union, liderado por Eugene V. Debs e não foi apoiado pelas irmandades estabelecidas. O sindicato desafiou as ordens do tribunal federal para parar de bloquear os trens de correio, então o presidente Cleveland usou o exército dos EUA para fazer os trens voltarem a circular. A ARU desapareceu e as tradicionais irmandades das ferrovias sobreviveram, mas evitaram greves.
A nova Federação Americana do Trabalho (American Federation of Labor, ou AFL), chefiada por Samuel Gompers, encontrou a solução. A AFL era uma coalizão de sindicatos, cada um baseado em fortes capítulos locais; A AFL coordenou seu trabalho nas cidades e impediu batalhas jurisdicionais. Gompers repudiou o socialismo e abandonou a natureza violenta dos sindicatos anteriores. A AFL trabalhou para controlar o mercado de trabalho local, capacitando, assim, seus habitantes locais para obter salários mais altos e mais controle sobre as contratações. Como resultado, os sindicatos da AFL se espalharam para a maioria das cidades, alcançando um pico de afiliação em 1919.
Recessões econômicas severas - chamadas de "pânicos" - atingiram a nação no pânico de 1873 e no pânico de 1893. Eles duraram vários anos, com alto desemprego urbano, baixa renda para os agricultores, baixos lucros para os negócios, crescimento geral lento e redução da imigração. Eles geraram agitação política.

## Política

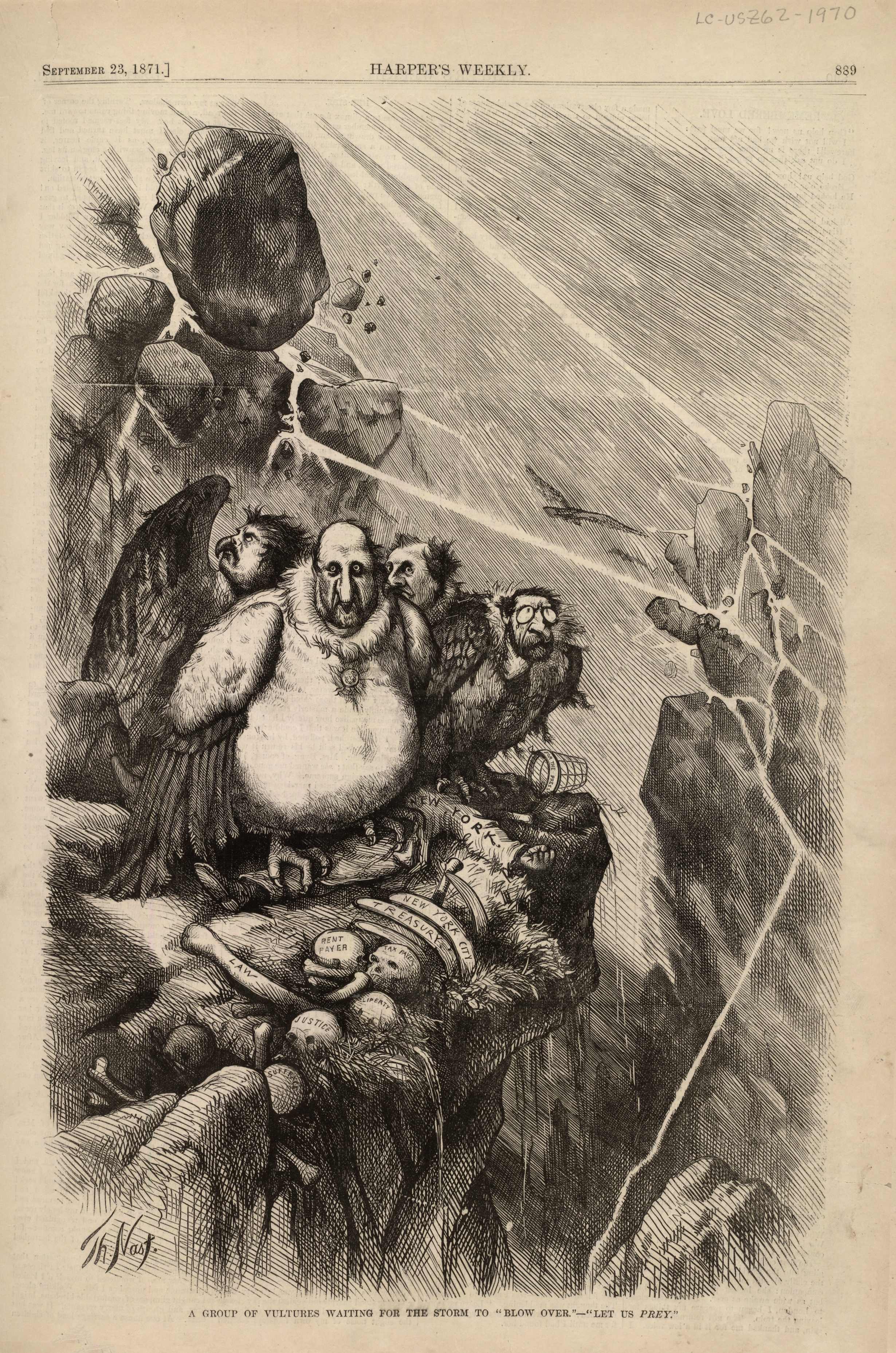
Um grupo de abutres esperando pela tempestade para "explodir" - "Vamos à presa" Cartoon denunciando a corrupção de Boss Tweed de Nova York e outras figuras de Tammany Hall, elaboradas em 1871 por Thomas Nast e publicadas na Harper's Weekly.

A política da Era Dourada, chamada de Sistema de Terceiros, apresentava intensa competição entre dois grandes partidos, com partidos menores entrando e saindo, especialmente em questões de interesse dos proibicionistas, sindicatos e fazendeiros. Os democratas e republicanos (apelidado de "Grande Partido Velho", GOP) lutaram pelo controle dos escritórios, que eram as recompensas para os ativistas do partido, bem como sobre as principais questões econômicas. A alta taxa de comparecimento dos eleitores muitas vezes ultrapassou 80% ou mesmo 90% em alguns estados, já que as partes perfuraram seus membros leais tanto quanto um exército treina seus soldados.
A competição foi intensa e as eleições foram muito próximas. Nos estados do sul, o ressentimento persistente sobre a Guerra Civil permaneceu e significava que grande parte do sul votaria em democratas. Após o fim da Reconstrução, em 1877, a competição no sul ocorreu principalmente dentro do Partido Democrata. Em todo o país, o comparecimento caiu acentuadamente após 1900.

### Política da área metropolitana
Os principais centros metropolitanos sofreram rápido crescimento populacional e, como resultado, tiveram muitos contratos lucrativos e empregos para serem concedidos. Para aproveitar a nova oportunidade econômica, ambos os partidos construíram as chamadas "máquinas políticas" para administrar eleições, recompensar os apoiadores e pagar potenciais oponentes. Financiado pelo "spoils system", o partido vencedor distribuiu a maioria dos empregos do governo local, estadual e nacional e muitos contratos do governo para seus partidários leais.
As grandes cidades foram dominadas por máquinas políticas nas quais os eleitores apoiavam um candidato em troca de patrocínio antecipado. Esses votos seriam reembolsados com favores do governo assim que o candidato apropriado fosse eleito; e muitas vezes os candidatos foram selecionados com base em sua vontade de jogar junto com o spoils system. A maior e mais notória máquina política era o Tammany Hall, em Nova York, liderado por Boss Tweed.

### Escândalos e corrupção
A corrupção política era desenfreada, pois os líderes empresariais gastavam quantias significativas de dinheiro garantindo que o governo não regulasse as atividades dos grandes negócios - e, na maioria das vezes, eles conseguiam o que queriam. Tal corrupção era tão comum que em 1868 a legislatura estadual de Nova York legalizou tal suborno. O historiador Howard Zinn argumenta que o governo dos EUA estava agindo exatamente como Karl Marx descreveu os estados capitalistas: "fingindo neutralidade para manter a ordem, mas servindo os interesses dos ricos". O historiador Mark Wahlgren Summers o chama de "A Era dos Bons Roubos", observando como os políticos das máquinas usavam "despesas acolchoadas, contratos lucrativos, apropriações indevidas e questões ilegais de títulos". Ele conclui:
A corrupção deu à era um sabor distinto. Isso prejudicou o planejamento e o desenvolvimento das cidades, negociou lobbies infectados e desonrou até mesmo os mais limpos estados Reconstruídos. Por muitas razões, no entanto, seu efeito na política foi menos esmagador do que se imaginava. A corrupção influenciou algumas decisões substantivas; raramente determinava uma.
Vários vigaristas estavam ativos, especialmente antes que o pânico de 1873 expusesse as falsificações e causasse uma onda de falências. O ex-presidente Ulysses S. Grant foi a mais famosa vítima de canalhas e vigaristas, dos quais ele mais confiava em Ferdinand Ward. Grant foi roubado de todo o seu dinheiro, apesar de alguns amigos genuínos terem comprado os bens pessoais de Grant e permitido que ele mantivesse o seu uso.
Interpretando os fenômenos, o historiador Allan Nevins deplorou em "The Moral Collapse in Government and Business: 1865-1873". Ele argumentou que, no fim da guerra, a sociedade mostrava confusão e desordem, além de um crescimento agressivo e apressado do outro. Eles:
Unidos para dar origem a uma corrupção pública e privada alarmante. Obviamente, grande parte da improbidade chocante foi devida aos pesados gastos de guerra....Especuladores e encarregados engordaram em dinheiro do governo, a arrecadação de receitas federais ofereceu grandes oportunidades para corrupção....Sob o estímulo da inflação do dólar, o negócio correu em excessos e perdeu de vista os canhões elementares de prudência. Enquanto isso, ficou claro que os roubos tinham encontrado uma oportunidade melhor de crescer porque a consciência da nação contra a escravidão negligenciara o que parecia ser um mal menor.....As milhares de pessoas que tinham apressado em especulações que não tinham o direito moral de risco, a empurrar, homens endurecidos trazidos à frente pela turbulência, observou um corcel, menor padrão de conduta.....Grande parte do problema está no imenso crescimento da riqueza nacional, não acompanhada por qualquer crescimento correspondente na responsabilidade cívica.

### Política nacional

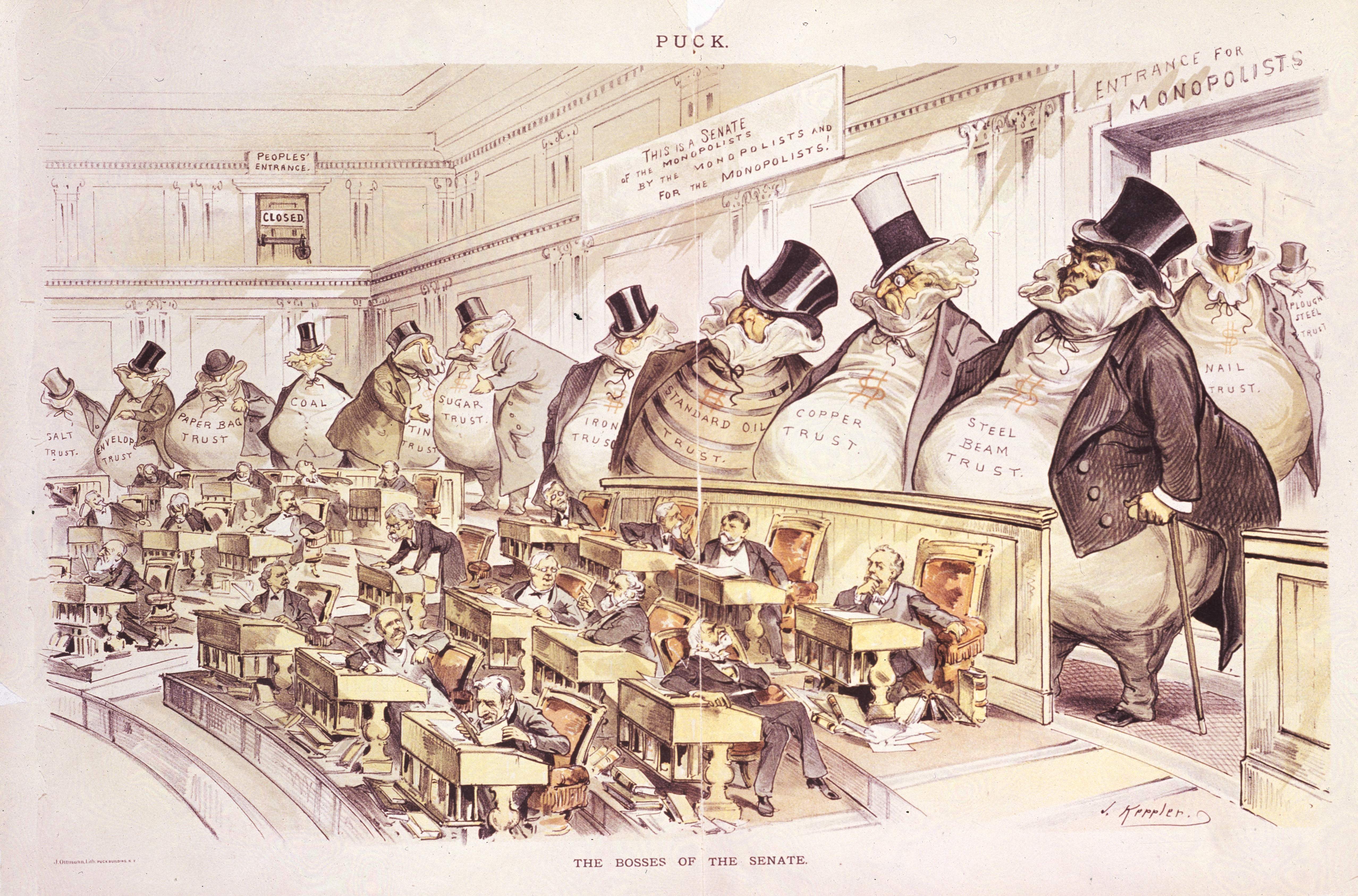
"Os Chefes do Senado" (1889). Reformadores como o cartunista Joseph Keppler descreveram o Senado como controlado pelos gigantescos sacos de dinheiro, que representavam os fundos e monopólios financeiros da nação.

Um grande escândalo chegou ao Congresso com o escândalo do Crédit Mobilier de 1872 e desgraçou a Casa Branca durante a administração de Ulysses S. Grant (1869–1877). Essa corrupção dividiu o Partido Republicano em duas facções diferentes: os Stalwarts liderados por Roscoe Conkling e os Mestiços liderados por James G. Blaine. Havia uma sensação de que as máquinas políticas habilitadas pelo governo intervinham na economia e que o favoritismo, suborno, ineficiência, desperdício e corrupção resultantes estavam tendo conseqüências negativas. Consequentemente, houve pedidos generalizados de reforma, tais como a Reforma do Serviço Civil liderada pela Democratas Bourbon e Mugwumps Republicanos. Em 1884, seu apoio elegeu o democrata Grover Cleveland para a Casa Branca, e ao fazê-lo deu aos democratas sua primeira vitória nacional desde 1856.
Os democratas do Bourbon apoiavam uma política de livre mercado, com tarifas baixas, impostos baixos, menos gastos e, em geral, um governo de laissez-faire. Eles argumentaram que as tarifas tornavam a maioria dos bens mais cara para o consumidor e subsidiavam os "trustes" (monopólios). Eles também denunciaram o imperialismo e a expansão no exterior. Por outro lado, os republicanos insistiram que a prosperidade nacional dependia da indústria que pagava altos salários, e advertiram que a redução da tarifa traria um desastre porque os bens de fábricas europeias de salários baixos inundariam os mercados americanos.
As eleições presidenciais entre os dois principais partidos foram tão rigorosamente contestadas que um leve empurrão pode derrubar a eleição em benefício de qualquer dos partidos, e o Congresso foi marcado por um impasse político. Com o apoio de veteranos da União, empresários, profissionais, artesãos e fazendeiros maiores da União, os republicanos sempre levaram o Norte para as eleições presidenciais. Os democratas, muitas vezes liderados por católicos irlandeses, tinham uma base entre católicos, agricultores mais pobres e membros tradicionais do partido.
A nação elegeu uma série de presidentes relativamente fracos coletivamente referidos como os "presidentes esquecíveis" (Johnson, Grant, Hayes, Garfield, Arthur e Harrison, com exceção de Cleveland), que serviu na Casa Branca durante este período. "A pouca vitalidade política existente na Era Dourada Americana deveria ser encontrada em locais ou no Congresso, o que ofuscou a Casa Branca durante a maior parte desse período."
No geral, as plataformas políticas republicanas e democratas permaneceram notavelmente constantes nos anos anteriores a 1900. Ambas favoreciam os interesses comerciais. Os republicanos pediam altas tarifas, enquanto os democratas queriam muito dinheiro e comércio livre. A regulamentação raramente era um problema.

### Política Etnocultural: republicanos pietistas versus democratas litúrgicos
| Comportamento de voto por religião, norte dos EUA, final do século XIX |       |       |
|                                                                        | % Dem | % GOP |
| Grupos de imigrantes                                                   |       |       |
| Católicos irlandeses                                                   | 80    | 20    |
| Todos os católicos                                                     | 70    | 30    |
| Luteranos confessionais alemães                                        | 65    | 35    |
| Reformada alemã                                                        | 60    | 40    |
| Católicos canadenses franceses                                         | 50    | 50    |
| Luteranos alemães menos confessionais                                  | 45    | 55    |
| Ingleses canadenses                                                    | 40    | 60    |
| British Stock                                                          | 35    | 65    |
| Sectários alemães                                                      | 30    | 70    |
| Luteranos noruegueses                                                  | 20    | 80    |
| Luteranos suecos                                                       | 15    | 85    |
| Norueguês Haugean                                                      | 5     | 95    |
| Nativos: Northern Stock                                                |       |       |
| Quakers                                                                | 5     | 95    |
| Batistas Livres                                                        | 20    | 80    |
| Congregacional                                                         | 25    | 75    |
| Metodistas                                                             | 25    | 75    |
| Batistas Regulares                                                     | 35    | 65    |
| Negros                                                                 | 40    | 60    |
| Presbiterianos                                                         | 40    | 60    |
| Episcopais                                                             | 45    | 55    |
| Nativos: Southern Stock (vivendo no Norte)                             |       |       |
| Discípulos                                                             | 50    | 50    |
| Presbiterianos                                                         | 70    | 30    |
| Batistas                                                               | 75    | 25    |
| Metodistas                                                             | 90    | 10    |

De 1860 até ao início do século XX, os republicanos aproveitaram a associação dos democratas com "rum, romanismo e rebelião". "Rum" representava os interesses das bebidas e os taberneiros, em contraste com o Partido Republicano, que tinha um forte pela proibição de bebidas. "Romanismo" significava católicos romanos, especialmente irlandeses americanos, que governavam o Partido Democrata na maioria das cidades, e que os reformadores denunciavam por corrupção política e seu sistema de escolas paroquiais. A "rebelião" remetia aos democratas da Confederação, que haviam tentado romper a União em 1861, bem como aos seus aliados do norte, chamados de "Copperheads".
As tendências demográficas impulsionaram os totais democratas, com os imigrantes católicos alemães e irlandeses se tornando democratas e superando os republicanos ingleses e escandinavos. Os novos imigrantes que chegaram depois de 1890 raramente votaram neste momento. Durante as décadas de 1880 e 1890, os republicanos lutaram contra os esforços dos democratas, vencendo várias eleições fechadas e perdendo duas para Grover Cleveland (em 1884 e 1892 ).
Linhas religiosas foram drasticamente desenhadas. No norte, cerca de 50% dos eleitores eram protestantes pietistas (especialmente metodistas, luteranos escandinavos, presbiterianos, congregacionalistas, discípulos de Cristo) que acreditavam em usar o governo para reduzir os pecados sociais, como beber. Eles apoiaram fortemente o GOP, como mostra a tabela. Em nítido contraste, grupos litúrgicos, especialmente católicos, episcopais e luteranos alemães, votaram nos democratas. Eles viam o Partido Democrata como sua melhor proteção contra o moralismo dos pietistas e, especialmente, contra a ameaça da lei seca. Ambas as partes cruzaram a estrutura de classes, com os democratas mais pesados e o Partido Republicano mais bem representado entre os empresários e profissionais do Norte.
Muitas questões culturais, especialmente a proibição e as escolas de língua estrangeira, tornaram-se questões políticas difíceis por causa das profundas divisões religiosas no eleitorado. Por exemplo, em Wisconsin, os republicanos tentaram fechar as escolas paroquiais católicas e luteranas de língua alemã, e foram derrotadas em 1890, quando a lei de Bennett foi posta à prova.
Debates de lei seca e referendos aqueceram a política na maioria dos estados durante um período de décadas, quando a proibição nacional foi finalmente aprovada em 1919 (e revogada em 1933), servindo como uma questão importante entre os democratas e o pró lei seca GOP.

## Imigração

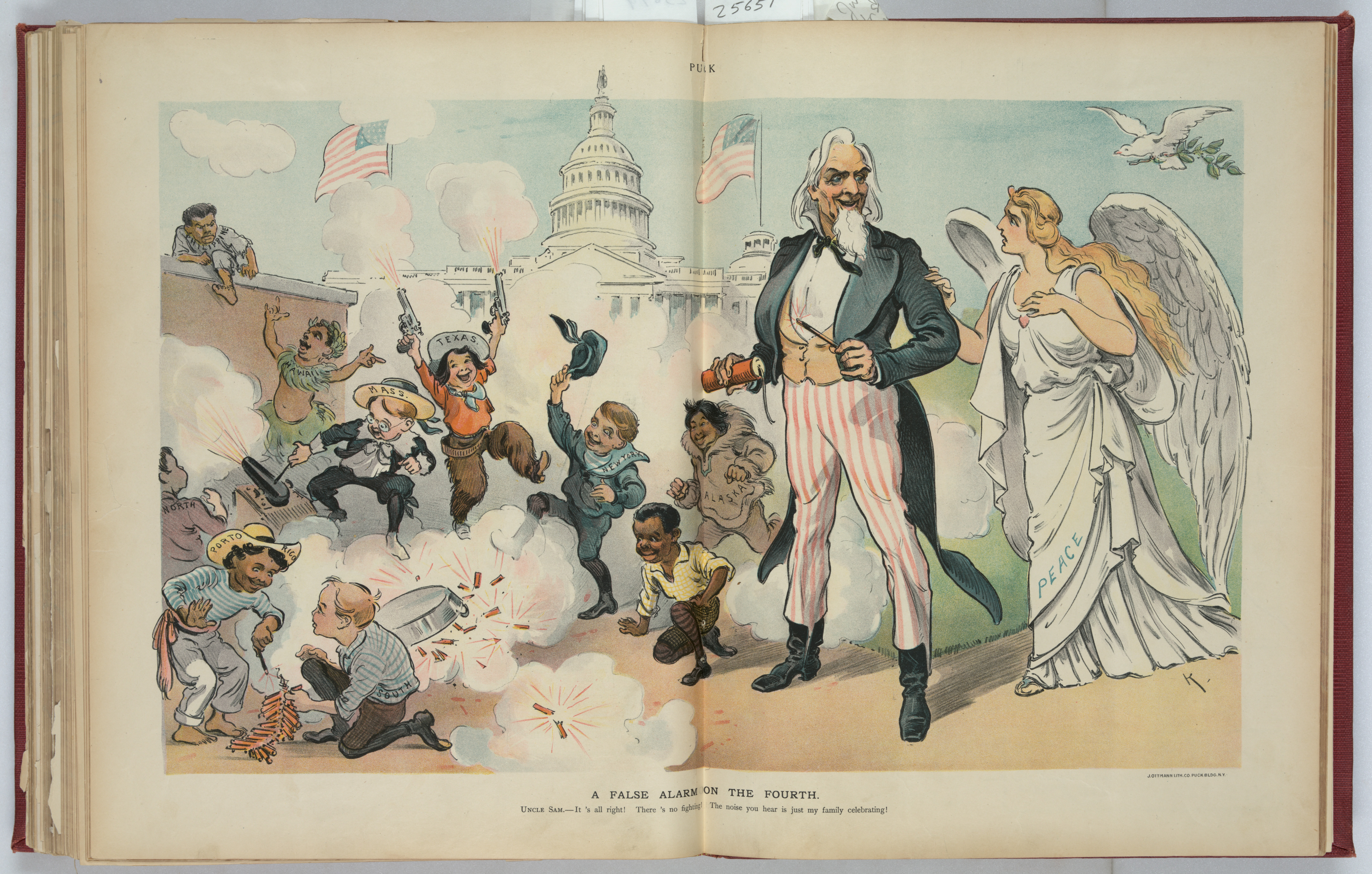
Celebrando o pluralismo étnico no dia 4 de julho de 1902 em um cartoon editorial da Puck.

Antes da Era Dourada, o tempo comumente referido como a antiga imigração viu o primeiro boom real de recém-chegados aos Estados Unidos. Durante a Era Dourada, aproximadamente 20 milhões de imigrantes vieram para os Estados Unidos no que é conhecido como a nova imigração. Alguns deles eram fazendeiros prósperos que tinham dinheiro para comprar terras e ferramentas especialmente nos estados das Planícies. Muitos eram camponeses pobres que procuravam o Sonho Americano em trabalho manual não especializado em fábricas, minas e fábricas. Poucos imigrantes foram para o sul da pobreza, no entanto. Para acomodar o influxo pesado, o governo federal em 1892 abriu um centro de recepção em Ellis Island, perto da Estátua da Liberdade.

### Ondas de antigos e novos imigrantes
Esses imigrantes consistiam em dois grupos: as últimas grandes ondas da "Antiga Imigração" da Alemanha, Grã-Bretanha, Irlanda e Escandinávia, e as ondas ascendentes da "Nova Imigração", que atingiram o pico em 1910. Alguns homens se moviam de um lado para outro no Atlântico, mas a maioria eram colonos permanentes. Eles se mudaram para comunidades bem estabelecidas, tanto urbanas quanto rurais. As comunidades alemãs-americanas falavam alemão, mas sua geração mais jovem era bilíngüe. Os grupos escandinavos geralmente assimilados rapidamente; eles foram notados por seu apoio a programas de reforma, como a proibição.

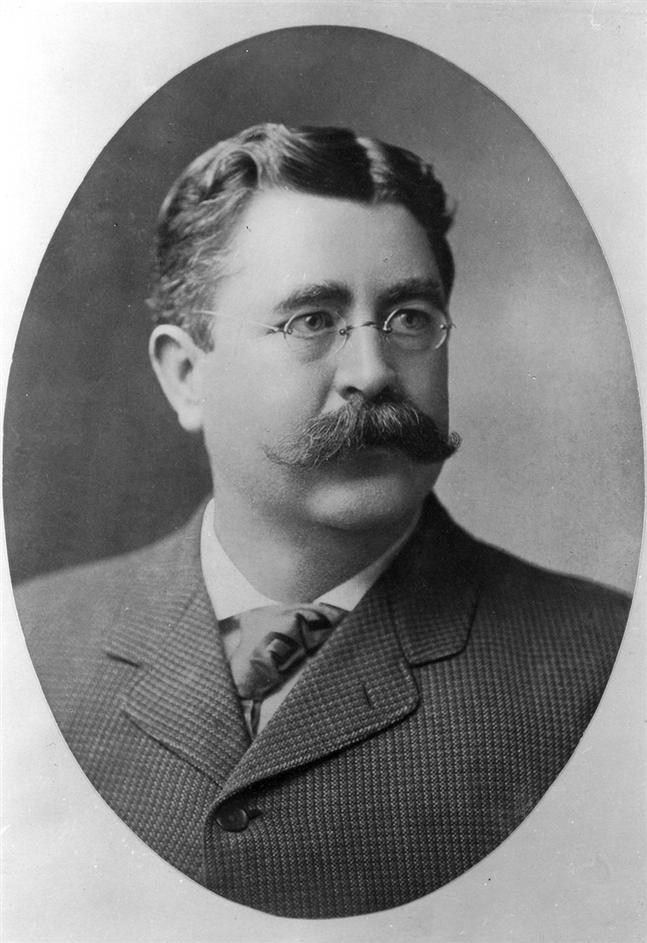
O empresário P. J. Kennedy de Boston em 1900; seu neto John F. Kennedy tornou-se presidente em 1960.

Em termos de imigração, após 1880, a antiga imigração de alemães, britânicos, irlandeses e escandinavos diminuiu. Os Estados Unidos estavam produzindo um grande número de novos empregos não qualificados a cada ano, e para preenchê-los vinham da Itália, Polônia, Áustria, Hungria, Rússia, Grécia e outros países do sul e centro da Europa, além do Canadá francês. Os imigrantes mais velhos, na década de 1870, formaram comunidades altamente estáveis, especialmente os americanos alemães. Os imigrantes britânicos tendem a se misturar com a população em geral.
Os católicos irlandeses haviam chegado em grande número nas décadas de 1840 e 1850, após a grande fome na Irlanda, quando a fome matou milhões de pessoas. Suas primeiras décadas foram caracterizadas por extrema pobreza, deslocamento social, crime e violência em suas favelas. No final do século XIX as comunidades irlandesas haviam se estabilizado em grande parte, com uma forte nova classe média de empresários, profissionais e líderes políticos de "cortina de renda" caracterizada por P. J. Kennedy (1858-1929) em Boston. Em termos econômicos, os católicos irlandeses eram quase na parte inferior na década de 1850. Eles alcançaram a média nacional em 1900 e, no final do século XX, superaram em muito a média nacional.
Em termos políticos, os católicos irlandeses constituíram um elemento importante na liderança das máquinas urbanas democratas em todo o país. Embora fossem apenas um terço da população católica total, os irlandeses também dominaram a Igreja Católica, produzindo a maioria dos bispos, presidentes de faculdades e líderes de organizações de caridade. A rede de instituições católicas ofereceu status elevado, mas carreiras de baixa remuneração para irmãs e freiras em escolas paroquiais, hospitais, orfanatos e conventos. Eles faziam parte de uma rede católica internacional, com considerável movimento de ida e volta da Irlanda, Inglaterra, França, Alemanha e Canadá.

#### Novos imigrantes

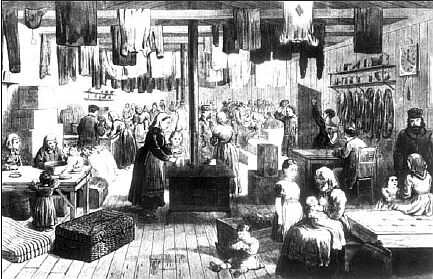
Quartos temporários para os alemães do Volga no centro de Kansas, 1875

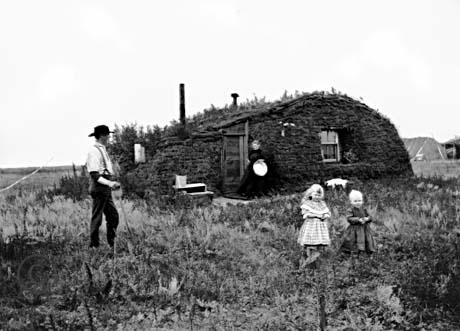
Colonos noruegueses na frente de sua casa de grama em Dakota do Norte em 1898

A "Nova Imigração" era muito mais pobre camponesa e rural do sul e leste da Europa, incluindo principalmente italianos, poloneses e judeus. Alguns homens, especialmente os italianos e gregos, viam-se como migrantes temporários que planejavam voltar para suas aldeias natais com um ninho de dinheiro ganho em longas horas de trabalho não qualificado. Outros, especialmente os judeus, foram expulsos da Europa Oriental e não tinham intenção de voltar.
Os historiadores analisam as causas da imigração em termos de fatores de pressão (empurrando as pessoas para fora da terra natal) e puxando fatores (puxando-os para a América). Os fatores de pressão incluíram deslocamento econômico, escassez de terras e anti-semitismo. Os fatores de atração foram a oportunidade econômica de boas terras agrícolas baratas ou empregos em fábricas, usinas e minas.
A primeira geração tipicamente vivia em enclaves étnicos com uma linguagem comum, comida, religião e conexões através da antiga vila. Os números enormes causaram superlotação nos cortiços das grandes cidades. Nas pequenas cidades de engenho, no entanto, a administração geralmente construía moradias para empresas com rendas baratas.

### Imigrantes chineses
Imigrantes asiáticos - chineses na época - foram contratados por empresas de construção da Califórnia para o trabalho temporário na ferrovia. Os americanos europeus não gostavam muito dos chineses por seus estilos de vida estrangeiros e pela ameaça de baixos salários. A construção da Central Pacific Railroad, da Califórnia até Utah, foi administrada em grande parte pelos trabalhadores chineses. No censo de 1870, havia 63 mil homens chineses (com poucas mulheres) em todos os EUA; esse número cresceu para 106 mil em 1880. Os sindicatos, liderados por Samuel Gompers, opuseram-se fortemente à presença de mão-de-obra chinesa. Os imigrantes da China não foram autorizados a se tornarem cidadãos até 1950; no entanto, como resultado da decisão da Suprema Corte nos Estados Unidos contra Wong Kim Ark, seus filhos nascidos nos EUA eram cidadãos plenos.
O Congresso proibiu a imigração chinesa através da Lei de Exclusão Chinesa em 1882; o ato proibia os trabalhadores chineses de entrar nos Estados Unidos, mas alguns estudantes e empresários eram admitidos temporariamente. A população chinesa caiu para apenas 37 000 em 1940. Embora muitos tenham regressado à China (uma proporção maior do que a maioria dos outros grupos de imigrantes), a maioria deles permaneceu nos Estados Unidos. Os chineses não eram bem-vindos nos bairros urbanos, por isso se estabeleceram nos distritos de "Chinatown" das grandes cidades. A política de exclusão durou até os anos 1940.

## Vida rural
Uma expansão dramática na agricultura ocorreu durante a Era Dourada, com o número de fazendas triplicando de 2,0 milhões em 1860 para 6,0 milhões em 1905. O número de pessoas que vivem em fazendas cresceu de cerca de 10 milhões em 1860 para 22 milhões em 1880 a 31 milhões em 1905. O valor das fazendas subiu de US$ 8,0 bilhões em 1860 para US$ 30 bilhões em 1906.
O governo federal emitiu trechos de 160 acres (65 ha) virtualmente livres para colonos sob o Homestead Act de 1862. Um número ainda maior comprou terras a juros muito baixos das novas ferrovias, que estavam tentando criar mercados. As ferrovias anunciavam muito na Europa e traziam, com tarifas baixas, centenas de milhares de agricultores da Alemanha, da Escandinávia e da Grã-Bretanha.
Apesar de seu notável progresso e prosperidade em geral, os agricultores norte-americanos do século XIX experimentaram ciclos recorrentes de dificuldades, causadas principalmente pela queda dos preços mundiais do algodão e do trigo.
Juntamente com as melhorias mecânicas que aumentaram muito o rendimento por unidade de área, a quantidade de terra cultivada cresceu rapidamente ao longo da segunda metade do século, à medida que as ferrovias abriram novas áreas do oeste para assentamento. Os agricultores de trigo desfrutaram de uma produção abundante e de bons anos de 1876 a 1881, quando as más safras europeias mantiveram o preço mundial alto. Eles então sofreram com uma recessão na década de 1880, quando as condições na Europa melhoraram. Quanto mais a oeste os colonos iam, mais dependentes eles se tornavam nas ferrovias monopolistas para mover seus produtos para o mercado, e mais inclinados a protestar, como no movimento populista da década de 1890. Agricultores de trigo culparam proprietários de elevadores de grãos locais (que compraram suas colheitas), ferrovias e banqueiros do leste pelos baixos preços. Este protesto foi agora atribuído ao aumento da incerteza na agricultura devido à sua comercialização, com monopólios, o padrão-ouro e empréstimos sendo apenas visualizações deste risco.
O primeiro esforço organizado para resolver problemas agrícolas gerais foi o movimento Grange. Lançado em 1867, por funcionários do Departamento de Agricultura dos EUA, os Granges se concentraram inicialmente em atividades sociais para combater o isolamento que a maioria das famílias agrícolas vivenciava. A participação das mulheres foi ativamente encorajada. Impulsionado pelo pânico de 1873, o Grange logo cresceu para 20 000 capítulos e 1,5 milhão de membros. Os Granges montam seus próprios sistemas de marketing, lojas, fábricas de processamento, fábricas e cooperativas. A maioria foi à falência. O movimento também teve algum sucesso político durante a década de 1870. Alguns estados do Meio-Oeste aprovaram as "Leis de Granger", que limitavam os preços cobrados por companhias ferroviárias para o transporte de produtos, bem como preços de depósito. Os problemas agrícolas ganharam atenção política em massa no movimento populista, que ganhou 44 votos no Colégio Eleitoral em 1892. Seu ponto alto veio em 1896 com a candidatura de William Jennings Bryan para os democratas, que era simpático às preocupações populistas, como o padrão de prata.

## Vida urbana

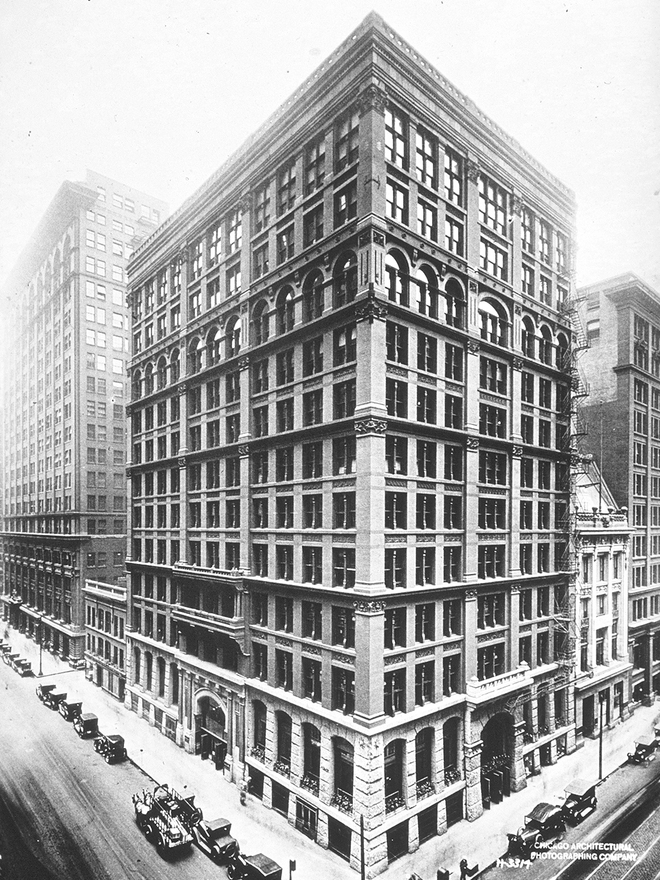
O Home Insurance Building em Chicago, construído em 1885, foi o primeiro arranha-céu do mundo.

A sociedade americana experimentou mudanças significativas no período após a Guerra Civil, notadamente a rápida urbanização do Norte. Devido à crescente demanda por trabalhadores não qualificados, a maioria dos imigrantes europeus foi para cidades de engenho, campos de mineração e cidades industriais. Nova York, Filadélfia e especialmente Chicago, viram um rápido crescimento. Louis Sullivan tornou-se um notável arquiteto usando estruturas de aço para construir arranha-céus pela primeira vez, enquanto era pioneiro na ideia de "forma segue a função". Chicago se tornou o centro da mania dos arranha-céus, começando com o prédio de dez andares do Home Insurance Building, em 1884–1885, por William Le Baron Jenney.
À medida que a imigração aumentava nas cidades, a pobreza aumentava também. Os mais pobres se aglomeraram em casas de baixo custo, como os bairros Five Points e Hell's Kitchen, em Manhattan. Essas áreas foram rapidamente substituídas por gangues criminosas notórias, como a Five Points Gang e os Bowery Boys. Superlotação espalhou germes; as taxas de mortalidade nos cortiços das grandes cidades excederam muito as do interior.
A rápida expansão externa exigiu viagens mais longas para o trabalho e compras para os trabalhadores de escritório de classe média e donas de casa. A classe trabalhadora geralmente não possuía automóveis até depois de 1945; eles normalmente caminhavam para fábricas próximas e patrocinavam pequenas lojas de bairro. A classe média exigia um melhor sistema de transporte. Carros elétricos puxados por cavalos e carrinhos elétricos mais rápidos eram a moda na década de 1880. Na era dos cavalos, as ruas não eram pavimentadas e cobertas de terra ou cascalho. No entanto, isso produziu desgaste irregular, abriu novos perigos para os pedestres e fez buracos perigosos para bicicletas e para veículos a motor. Apenas Manhattan tinha 130 000 cavalos em 1900, puxando bondes, vagões de entrega e carruagens particulares, deixando o lixo para trás. Eles não eram rápidos e os pedestres podiam se esquivar e atravessar as ruas lotadas. Em cidades pequenas, a maioria das pessoas caminhava até seu destino, de modo que continuaram a depender de terra e cascalho na década de 1920. Cidades maiores tinham necessidades de transporte muito mais complexas. Eles queriam ruas melhores, então eles as pavimentaram com blocos de madeira ou granito. Em 1890, um terço das 2000 milhas de ruas de Chicago foram pavimentadas, principalmente com blocos de madeira, que davam melhor tração do que a lama. A pavimentação de tijolos foi um bom compromisso, mas ainda melhor foi a pavimentação de asfalto. Com Londres e Paris como modelos, Washington estabeleceu 400 mil metros quadrados de pavimentação asfáltica até 1882 e serviu de modelo para Buffalo, Filadélfia e outros lugares. No final do século, as cidades americanas ostentavam 30 milhões de jardas quadradas de pavimentação asfáltica, seguidas pela construção de tijolos. Os bondes elétricos de rua passaram a 12 milhas por hora e se tornaram o principal serviço de transporte para compradores de classe média e trabalhadores de escritório. Ruas de grandes cidades se tornaram caminhos para veículos mais rápidos e maiores e mais perigosos, os pedestres devem ficar atentos. Nas maiores cidades, as ferrovias das ruas eram elevadas, o que aumentava sua velocidade e diminuía seus perigos. Boston construiu o primeiro metrô na década de 1890, seguido por Nova York, uma década depois.

## O Sul e o Oeste

### O Sul

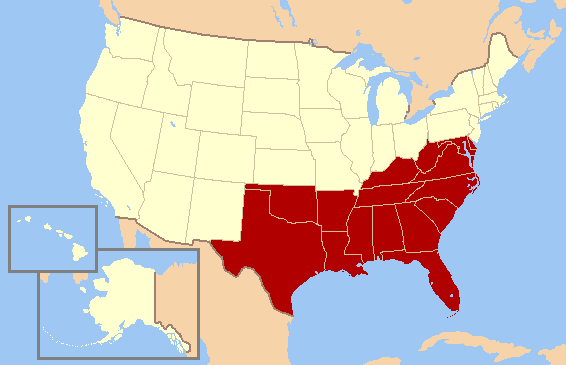
O sul dos Estados Unidos em vermelho

O sul permaneceu fortemente rural e era muito mais pobre que o norte ou o oeste. No sul, a Reconstrução trouxe grandes mudanças nas práticas agrícolas. A mais significativa delas foi a parceria rural, na qual os agricultores arrendatários "dividiram" até metade de sua safra com os proprietários, em troca de sementes e suprimentos essenciais. Cerca de 80% dos agricultores negros e 40% dos brancos viviam sob este sistema após a Guerra Civil. A maioria dos meeiros estava trancada em um ciclo de dívidas, do qual a única esperança de fuga era o aumento do plantio. Isso levou à superprodução de algodão e tabaco (e, portanto, ao declínio dos preços e da renda), à exaustão do solo e à pobreza entre os proprietários e os arrendatários.
Participação da força de trabalho na agricultura, 1890
| Nordeste        | 15% |
| Atlântico Médio | 17% |
| Centro Oeste    | 43% |
| Atlântico Sul   | 63% |
| Centro Sul      | 67% |
| Oeste           | 29% |

Havia apenas algumas cidades dispersas - pequenas cidades do tribunal serviam a população da fazenda. A política local girava em torno dos políticos e advogados baseados no tribunal. Cidades de moinhos, estreitamente focadas na produção de têxteis ou na fabricação de cigarros, começaram a abrir na região do Piemonte, especialmente nas Carolinas. A segregação racial e os sinais exteriores de desigualdade estavam em toda parte e raramente eram desafiados. Os negros que violaram a linha de cor estavam sujeitos a expulsão ou linchamento. O algodão tornou-se ainda mais importante do que antes, pois os brancos pobres precisavam do dinheiro que o algodão traria. Os preços do algodão eram muito menores do que antes da guerra, então todos eram pobres. Os sulistas brancos mostraram uma relutância em se mudar para o norte, ou para se mudar para as cidades, então o número de pequenas fazendas proliferou e elas se tornaram menores à medida que a população crescia.
Muitos dos fazendeiros brancos e a maioria dos negros eram arrendatários que possuíam seus animais e ferramentas de trabalho e alugavam a terra. Outros eram trabalhadores ou meeiros muito pobres, que trabalhavam sob a supervisão do proprietário de terras. Havia pouco dinheiro em circulação, porque a maioria dos agricultores operava com contas de crédito de comerciantes locais e pagava suas dívidas na época da colheita do algodão no outono. Embora houvesse pequenas igrejas por todo o mundo, havia apenas algumas escolas primárias em ruínas. Além de academias particulares, havia muito poucas escolas secundárias até a década de 1920. As condições eram ligeiramente melhores em áreas mais novas, especialmente no Texas e na Flórida central, com a pobreza mais profunda na Carolina do Sul, Mississippi e Arkansas.
A grande maioria dos afro-americanos vivia no sul e, à medida que as promessas de emancipação e reconstrução se desvaneciam, eles entraram no ponto mais baixo das relações raciais. Cada estado e cidade do sul aprovaram as leis de Jim Crow que estavam em vigor entre o final do século XIX e 1964, quando foram abolidas pelo Congresso. Eles mandato de jure segregação (legal) em todas as instalações públicas, tais como lojas e carros de rua, com um supostamente "separados mas iguais" status para os negros. Na realidade, isso levou a tratamentos e acomodações que eram dramaticamente inferiores àqueles fornecidos para os brancos americanos, sistematizando uma série de desvantagens econômicas, educacionais e sociais. Escolas para negros eram muito menos apoiadas pelos contribuintes, embora filantropos e igrejas mantiveram abertas dezenas de academias e pequenas faculdades.
Em face de anos de crescente violência e intimidação contra os negros durante a Reconstrução, o governo federal não conseguiu garantir proteções constitucionais aos libertos e às mulheres. No Compromisso de 1877, o Presidente Hayes retirou tropas da União do Sul; "Redentores" (Democratas Brancos) agiram rapidamente para reverter os avanços inovadores da Reconstrução. O poder político negro foi eliminado na década de 1880 e, na década de 1890, novas leis efetivamente impediram que mais de 90% dos negros votassem (com algumas exceções no Tennessee; os negros votaram nos estados fronteiriços).

### O Oeste

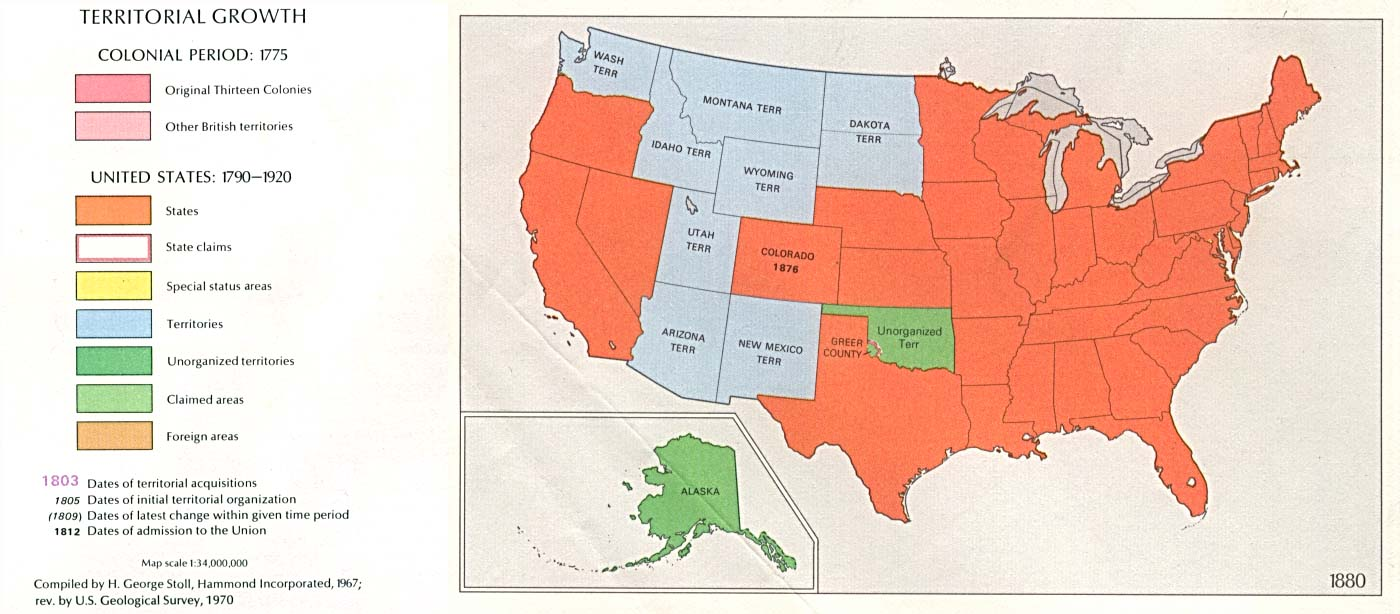
Mapa dos Estados Unidos, 1870 a 1880. Laranja indica estado, territórios azuis claros e territórios verdes desorganizados

Em 1869, a Primeira Ferrovia Transcontinental - uma combinação da Union Pacific Railroad, de Omaha a Utah e da Central Pacific Railroad, de Utah à Califórnia - abriu as regiões de mineração e pecuária no extremo oeste. Viajar de Nova York para São Francisco agora levava seis dias em vez de seis meses.
Após a Guerra Civil, muitos da costa leste e da Europa foram atraídos para o oeste por relatos de parentes e por campanhas publicitárias promissoras "as melhores terras da pradaria", "preços baixos", "grandes descontos em dinheiro" e "melhores condições do que nunca!". As novas ferrovias proporcionaram a oportunidade para os migrantes saírem e darem uma olhada, com ingressos especiais para famílias, cujo custo poderia ser aplicado às compras de terras oferecidas pelas ferrovias. Cultivar as planícies era de fato mais difícil do que voltar para o leste.
O manejo da água foi mais crítico, os incêndios de raios foram mais predominantes, o clima foi mais extremo, a precipitação foi menos previsível. Os medrosos ficaram em casa, enquanto os migrantes foram motivados principalmente por uma busca para melhorar sua vida econômica. Os agricultores procuraram terras maiores, mais baratas e mais férteis; comerciantes e lojistas procuraram novos clientes e novas oportunidades de liderança. Os trabalhadores queriam um trabalho com salários mais altos e melhores condições. Com o Homestead Act fornecendo terra livre aos cidadãos e as ferrovias vendendo terras baratas para os agricultores europeus, o assentamento das Grandes Planícies foi rapidamente realizado, e a fronteira praticamente terminou em 1890.

#### Assimilação nativa
A política dos nativos americanos era definida pelo governo nacional (os estados tinham muito pouco papel) e, depois de 1865, a política nacional era de que os nativos americanos tinham que se assimilar na comunidade maior ou permanecer em reservas, onde o governo fornecia subsídios. Os nativos da reserva não podiam mais vaguear ou lutar contra seus inimigos tradicionais. O Exército dos EUA deveria fazer cumprir as leis. Os nativos do Oeste entraram em conflito com a expansão de mineiros, fazendeiros e colonos. Em 1880, os rebanhos de búfalos, uma fundação para a economia da caça, haviam desaparecido. A violência se esgotou na década de 1880 e praticamente cessou depois de 1890.
Os nativos americanos individualmente tinham a opção de viver em reservas, com alimentos, suprimentos, educação e assistência médica fornecidos pelo governo federal, ou vivendo sozinhos na sociedade maior e ganhando salários, tipicamente como um vaqueiro em uma fazenda, ou trabalhador manual na cidade. Os reformadores queriam dar ao maior número possível de nativos americanos a oportunidade de possuir e operar suas próprias fazendas e ranchos, então a questão era como dar aos indígenas terras individuais pertencentes à tribo. Para assimilar os nativos na sociedade americana, os reformadores estabeleceram programas de treinamento e escolas, como a Carlisle Indian Industrial School, em Carlisle, Pensilvânia, que produziu muitos líderes americanos nativos proeminentes. No entanto, os tradicionalistas anti-assimilação das reservas resistiram à integração e à consequente perda de sua vida tradicional.
Em 1887, o Dawes Act propuseram dividir a terra tribal e dividir 160 acres (0,65 km²) de terra para cada chefe de família. Tais lotes deviam ser mantidos em confiança pelo governo por 25 anos, depois entregues a proprietários com título completo, para que pudessem vendê-lo ou hipotecá-lo. À medida que os nativos individuais vendiam suas terras, o total detido pela comunidade nativa diminuía quase pela metade. O sistema individualizado minou a tradicional organização tribal comunal. Além disso, a maioria dos nativos respondeu à intensa atividade missionária ao se converter ao cristianismo. O objetivo de longo prazo do Dawes Act era integrar os nativos ao mainstream; a maioria aceitou a integração e foi absorvida pela sociedade americana, deixando um rastro de ancestralidade nativa em milhões de famílias americanas. Aqueles que se recusaram a assimilar permaneceram na pobreza em reservas, apoiado até agora pela comida, medicina e escolaridade do governo federal. Em 1934, a política nacional foi revertida novamente pela Indian Reorganization Act que tentou proteger a vida tribal e comunitária em reservas.

#### Vida familiar
Poucos homens solteiros tentaram operar uma fazenda; os fazendeiros entendiam claramente a necessidade de uma esposa trabalhadora, e numerosas crianças, para lidar com as muitas tarefas domésticas, incluindo cuidar dos filhos, alimentar e vestir a família, administrar as tarefas domésticas e alimentar os empregados. Durante os primeiros anos de assentamento, as mulheres das fazendas desempenharam um papel fundamental na garantia da sobrevivência da família trabalhando ao ar livre. Depois de uma geração, as mulheres cada vez mais abandonaram os campos, redefinindo assim seus papéis dentro da família. Novas conveniências, como máquinas de costura e lavagem, encorajaram as mulheres a se voltarem para papéis domésticos. O movimento científico de limpeza foi promovido em todo o país pela mídia e pelos agentes de extensão do governo, bem como pelas feiras do condado que exibiram conquistas em culinária caseira e enlatados, colunas de aconselhamento para mulheres nos jornais agrícolas e cursos de economia doméstica nas escolas.
Embora a imagem do leste da vida rural nas pradarias enfatize o isolamento do agricultor solitário e a frieza da vida na fazenda, na realidade o povo rural criou uma rica vida social para si. Por exemplo, muitos se juntaram a um ramo local do movimento Grange; a maioria tinha laços com as igrejas locais. Era popular organizar atividades que combinassem trabalho prático, comida abundante e entretenimento simples, como levantamentos de celeiros, cascas de milho e abelhas. Pode-se manter ocupado com as reuniões regulares do Grange, serviços da igreja e funções da escola. As mulheres organizavam refeições compartilhadas e eventos populares, bem como visitas prolongadas entre as famílias.
Infância em fazendas do oeste é território contestado. Um grupo de estudiosos argumenta que o ambiente rural era salutar porque permitia que as crianças saíssem das hierarquias urbanas de idade e gênero, promovesse a interdependência familiar e produzisse crianças mais autoconfiantes, móveis, adaptáveis, responsáveis, independentes e mais em contato. com a natureza do que suas contrapartes urbanas ou do leste. No entanto, outros historiadores oferecem um retrato sombrio da solidão, privação, abuso e exigente trabalho físico desde tenra idade.

## Arte

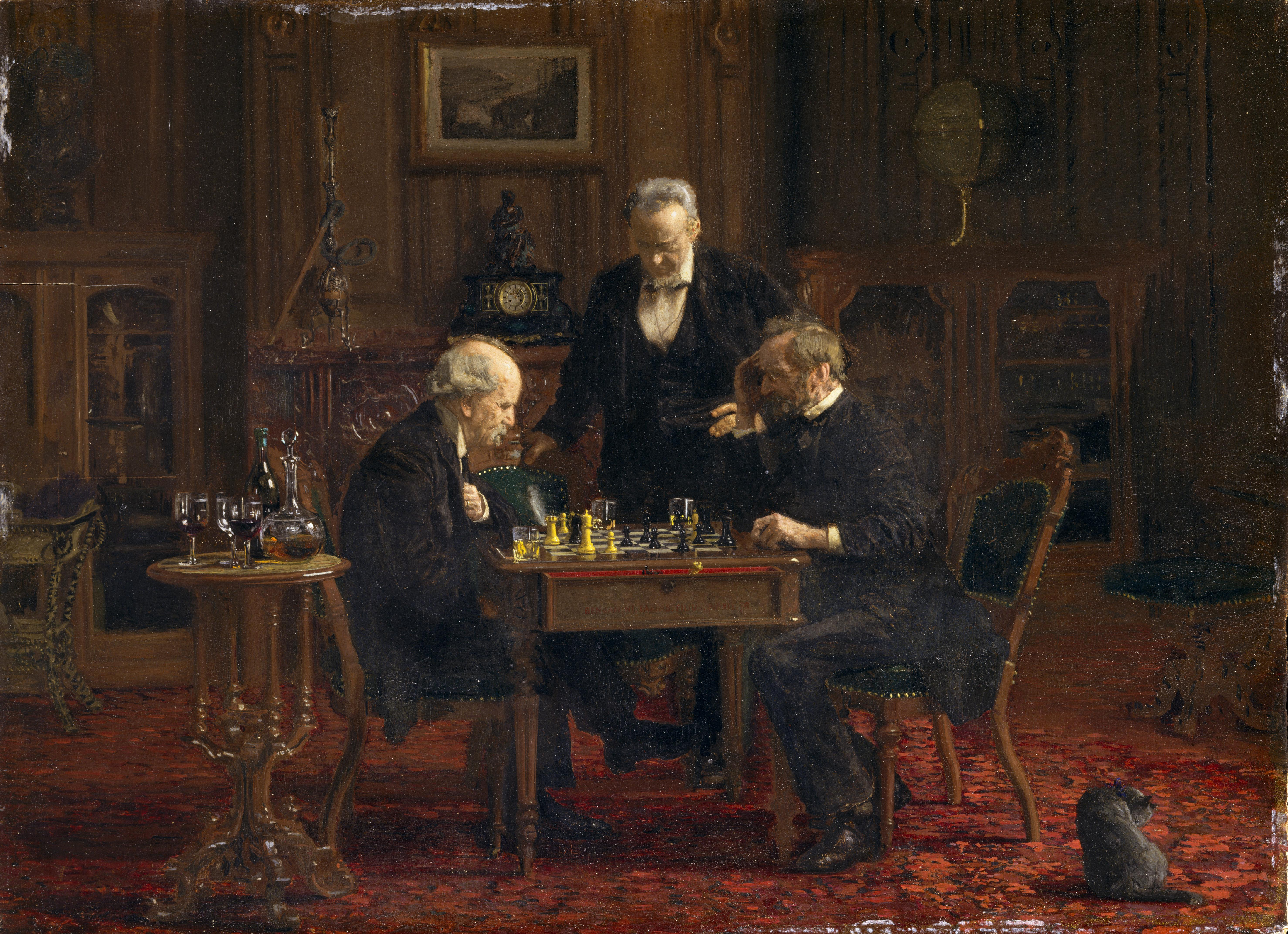
Os jogadores de xadrez, Thomas Eakins (1876)

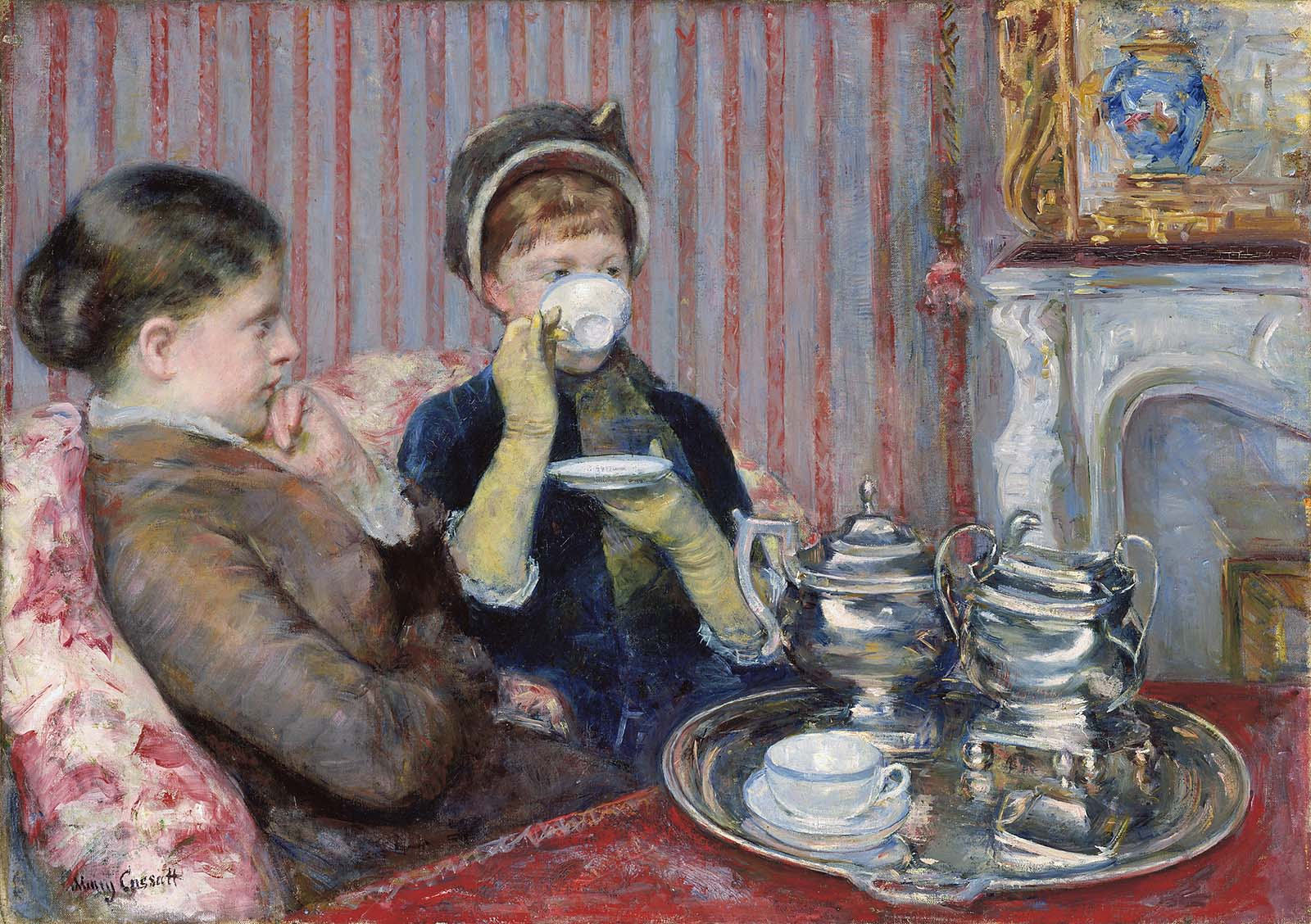
A xícara de chá, Mary Cassatt (cerca de 1879)

Alguns pintores bem conhecidos da Era Dourada incluem: Winslow Homer, Thomas Eakins, John Singer Sargent, Mary Cassatt, James Abbott McNeill Whistler, Childe Hassam, John Henry Twachtman e Maurice Prendergast.
O mundo da arte nova-iorquina tomou uma grande virada durante a era de ouro, vendo um crescimento de exposições e o estabelecimento de grandes casas de leilão com foco na arte americana. A Era Dourada foi fundamental para estabelecer o mundo da arte de Nova York no mercado internacional de arte.
Galerias, Clubes e Associações de Arte de Nova York durante a Era Dourada
- American Art Association[163]
- American Watercolor Society[164]
- Ashcan School
- Brummer Gallery[165]
- Century Association[166]
- Colony Club
- Cottier Gallery[167]
- Grand Central Art Galleries[168]
- Lotos Club[169]
- Montross Gallery[170]
- National Association of Portrait Painters[171]
- Salmagundi Club[172]
- Union League Club of New York[173]

## Papéis femininos

### Ativismo social

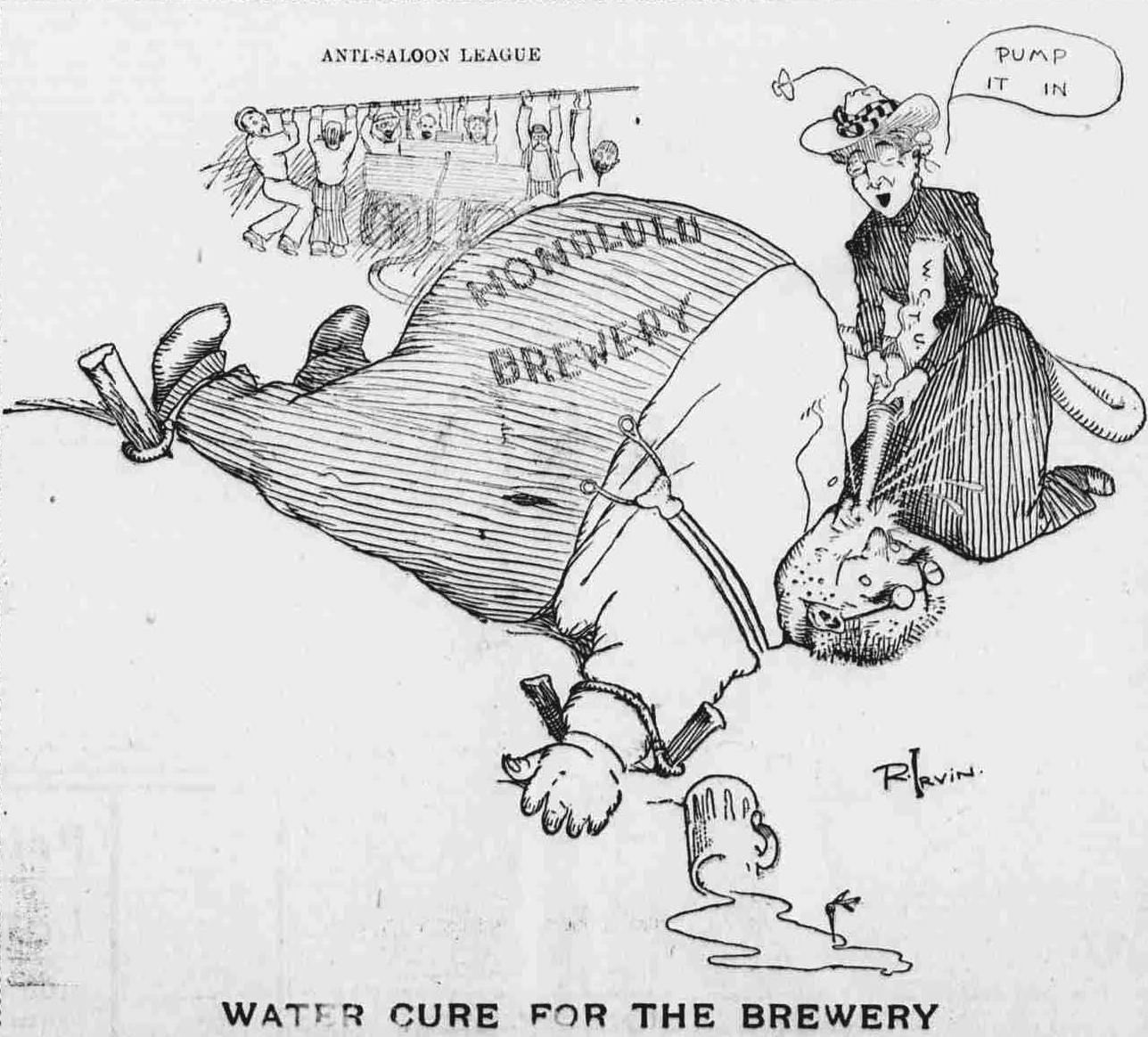
Este desenho animado de 1902 do Hawaiian Gazette mostra um ativista da Woman's Christian Temperance Union usando a cura da água para torturar um mestre cervejeiro enquanto a Liga Anti-Saloon manuseia a bomba.

Durante a Era Dourada, muitos novos movimentos sociais tomaram conta dos Estados Unidos. Muitas mulheres abolicionistas que estavam decepcionadas com o fato de a 15ª Emenda não estender os direitos de voto a elas, permaneceram ativas na política, desta vez focando em questões importantes para elas. Revivendo o movimento de temperança do Segundo Grande Despertar, muitas mulheres se juntaram à União de Temperança Cristã da Mulher (Woman's Christian Temperance Union, WCTU) em uma tentativa de trazer a moralidade de volta para a América. Sua líder principal era Frances Willard (de 1839 a 1898), que tinha um alcance nacional e internacional de sua base em Evanston, Illinois. Muitas vezes, as mulheres da WCTU retomavam a questão do sufrágio feminino que havia permanecido dormente desde a Convenção de Seneca Falls. Com líderes como Susan B. Anthony, a Associação Nacional do Sufrágio Feminino Americano (National American Woman Suffrage Association, NAWSA) foi formada para garantir o direito das mulheres de votar.

### Emprego
Muitas mulheres jovens trabalhavam como empregadas ou em lojas e fábricas até o casamento, e então normalmente se tornavam donas de casa em período integral. No entanto, mulheres adultas negras, irlandesas e suecas muitas vezes trabalhavam como servas. Na maioria das grandes cidades do norte, as mulheres católicas irlandesas dominavam o mercado de empregados. A indústria pesada era um domínio masculino, mas em indústrias leves, como têxteis e processamento de alimentos, um grande número de mulheres jovens foi contratada. Milhares de jovens irlandesas solteiras e canadenses francesas trabalharam em fábricas têxteis do nordeste. Vindo de famílias pobres, esses empregos significavam mobilidade social ascendente, mais dinheiro e mais prestígio social em sua comunidade, o que as tornava parceiras de casamento mais atraentes. Em Cohoes, Nova Iorque, as mulheres das fábricas entraram em greve em 1882 para obter reconhecimento sindical. Elas lutaram contra golpistas suecos para proteger o status que haviam conquistado.
Depois de 1860, quando as grandes cidades abriram lojas de departamentos, as mulheres da classe média fizeram a maior parte das compras; cada vez mais eram servidos por jovens balconistas de classe média. Normalmente, a maioria das mulheres jovens deixam o emprego quando se casam. Em alguns grupos étnicos, no entanto, as mulheres casadas eram encorajadas a trabalhar, especialmente entre os afro-americanos e os católicos irlandeses. Quando o marido operava uma pequena loja ou restaurante, esposas e outros membros da família podiam encontrar emprego lá. As viúvas e as esposas desertas costumavam administrar casas de embarque.
As mulheres de carreira eram poucas. A profissão de professor já foi muito masculina, mas à medida que a escolaridade se expandia, muitas mulheres assumiam o ensino de carreiras. Se elas permanecessem solteiras, poderiam ter uma carreira de prestígio, mas mal paga, na classe média. No final do período, as escolas de enfermagem abriram novas oportunidades para as mulheres, mas as escolas de medicina permaneceram quase todas do sexo masculino.
As oportunidades de negócios eram raras, a menos que fosse uma questão de uma viúva assumir a pequena empresa do falecido marido. No entanto, a rápida aceitação da máquina de costura tornou as donas de casa mais produtivas e abriu novas carreiras para as mulheres que dirigem suas próprias pequenas oficinas de chapelaria e costura. Quando o marido morreu, Lydia Moss Bradley (1816–1908) herdou US$ 500 000; investimentos astutos dobraram essa soma e ela mais tarde tornou-se presidente de seu antigo banco em Peoria, Illinois. Ela trabalhava em casa para lidar com negócios bancários. Em uma época em que filantropos como Johns Hopkins, Cornell, Purdue, Vanderbilt, Stanford, Rice e Duke perpetuavam seus nomes fundando universidades, ela elevou suas aspirações da ideia original de orfanato para o objetivo mais elevado e em 1897 fundou a Bradley University, em Peoria.

## Pensamento social
Uma importante revista, The Nation, adotou o liberalismo clássico toda semana, começando em 1865, sob o influente editor E. L. Godkin (1831-1902).
A ciência desempenhou um papel importante no pensamento social quando o trabalho de Charles Darwin se tornou conhecido entre os intelectuais. Seguindo a ideia de Darwin de seleção natural, o filósofo inglês Herbert Spencer propôs a ideia do darwinismo social. Esse novo conceito justificava a estratificação dos ricos e pobres, e foi nessa proposta que Spencer cunhou o termo "sobrevivência do mais apto".
Juntando-se a Spencer estava o professor de Yale, William Graham Sumner, cujo livro What Social Classes Owe to Each Other (1884) argumentou que a assistência aos pobres realmente enfraquece sua capacidade de sobreviver na sociedade. Sumner defendia uma economia de laissez-faire e de livre mercado. Poucas pessoas, no entanto, concordaram com os darwinistas sociais, porque ridicularizavam a religião e denunciavam a filantropia.
Henry George propôs um "imposto único" em seu livro Progress and Poverty. O imposto seria aplicado aos ricos e aos pobres, com o excesso de dinheiro arrecadado usado para igualar a riqueza e nivelar a sociedade.
O economista norueguês-americano Thorstein Veblen argumentou em The Theory of the Leisure Class (1899) que o "consumo conspícuo e o lazer conspícuo" dos ricos haviam se tornado a base do status social na América.
Em Looking Backward (1887), o reformador Edward Bellamy imaginou uma futura América estabelecida em 2000, na qual um paraíso socialista foi estabelecido. As obras de autores como George e Bellamy tornaram-se populares e logo foram criados clubes em toda a América para discutir suas ideias, embora essas organizações raramente fizessem qualquer mudança social real.

## Religião
O Terceiro Grande Despertar, que começou antes da Guerra Civil, retornou e fez uma mudança significativa nas atitudes religiosas em relação ao progresso social. Os seguidores do novo Despertar promoveram a ideia do Evangelho Social que deu origem a organizações como a Associação Cristã de Moços, o braço norte-americano do Exército de Salvação, e casas de assentamento como Hull House, fundada por Jane Addams em Chicago em 1889.
O Terceiro Grande Despertar foi um período de ativismo religioso na história americana desde o final da década de 1850 até o século XX. Afetou as denominações protestantes pietistas e tinha um forte senso de ativismo social. Ele reuniu força da teologia pós-milenista de que a segunda vinda de Cristo viria depois que a humanidade tivesse reformado a Terra inteira. O movimento do Evangelho Social ganhou força do Despertar, assim como o movimento missionário mundial. Surgiram novos grupos, como o Movimento de Santidade e os movimentos nazarenos, a teosofia e a ciência cristã.
As principais denominações protestantes (especialmente as igrejas Metodista, Episcopal, Presbiteriana e Congregacional) cresceram rapidamente em número, riqueza e níveis educacionais, abandonando seus primórdios e se tornando centralizados em vilas e cidades. Líderes como Josiah Strong defenderam um cristianismo muscular com alcance sistemático para os sem-igreja na América e em todo o mundo. Outros construíram faculdades e universidades para treinar a próxima geração. Cada denominação apoiava as sociedades missionárias ativas e fazia do papel de missionário de alto prestígio. A grande maioria dos protestantes pietistic mainline (no norte) apoiou o Partido Republicano e insistiu em endossar a proibição e as reformas sociais.
O Despertar em numerosas cidades em 1858 foi interrompido pela Guerra Civil Americana. No Sul, por outro lado, a Guerra Civil estimulou os reavivamentos e fortaleceu os batistas, especialmente. Após a guerra, Dwight L. Moody fez revivalism a peça central de suas atividades em Chicago, fundando o Moody Bible Institute. Os hinos de Ira Sankey foram especialmente influentes.
Em toda a nação, "drys" cruzou, em nome da religião, pela proibição do álcool. Woman's Christian Temperance Union mobilizou mulheres protestantes para cruzadas sociais contra não só o álcool, mas também a pornografia e a prostituição, e provocou a demanda pelo sufrágio feminino.
A plutocracia da Era Dourada sofreu duros ataques dos pregadores e reformadores do Evangelho Social na Era Progressista, que se envolveu com questões de trabalho infantil, educação elementar compulsória e proteção das mulheres contra a exploração nas fábricas.
Todas as principais denominações patrocinaram atividades missionárias crescentes dentro dos Estados Unidos e ao redor do mundo.
As faculdades associadas às igrejas expandiram-se rapidamente em número, tamanho e qualidade do currículo. A promoção do cristianismo muscular tornou-se popular entre os homens jovens no campus e nas ACMs urbanas, bem como em grupos de jovens denominacionais como a Liga Epworth para Metodistas e a Liga Walther para Luteranos.